# حشرة
الحشرات طائفة (أو صنف) من الحيوانات اللافقارية في شعبة مفصليات الأرجل، وتعتبر الحشرات التصنيف الأكثر انتشاراً والأوسع في شعبة مفصليات الأرجل. تشكل الحشرات المجموعة الأكثر تنوعا من الكائنات الحية على سطح الأرض فهي تحوي ما يزيد على مليون نوع تم وصفها –أي أكثر من نصف جميع الكائنات الحية– حيث يُقدّر عدد الفصائل غير المصنفة بقرابة 30 مليونا، أي أنها تشكل أكثر من 90% من مختلف أشكال الحياة على الأرض. تتواجد الحشرات في جميع البيئات تقريبًا، إلا أن عددًا ضئيلًا منها قد اعتاد على الحياة في البيئة المائية، أي نوع المساكن الذي تسيطر عليه طائفة أخرى من مفصليات الأرجل وهي القشريات.
وُصف حتى الآن قرابة 5,000 نوع من اليعاسيب، و 2,000 نوع من السراعيف (فرس النبي)، و 20,000 نوع من الجنادب، و 170,000 نوع من الفراش والعث، و 120,000 نوع من الذباب، و 82,000 نوع من البق الحقيقي، و 360,000 نوع من الخنافس، و 110,000 نوع من النحل، والدبابير، والنمل. يُقدّر عدد الأنواع كلها المعروفة وغير المعروفة ما بين المليونين إلى خمسين مليونًا، إلا أن الدراسات الحديثة تفترض عددا أقل من هذا يتراوح ما بين ستة إلى عشرة ملايين نوع. يتراوح حجم الحشرات الحديثة البالغة من 0.139 ميليمترات (0.00547 بوصة) كما في اليراعة، إلى 55.5 سنتيمترات (21.9 بوصة) في الحشرة العصوية. إن أثقل جنس من الحشرات الموثقة على الإطلاق هو الويتا العملاقة، وقد بلغت إحدى العينات في وزنها 70 غراما (2½ أونصة)، ومن المنافسين الآخرين خنافس جالوت أو الخنافس العملاقة وغيرها من أنواع الخنافس الضخمة، إلا أنه لا يزال من غير المؤكد أي نوع هو الأثقل وزنا.
تسمّى دراسة الحشرات ”علم الحشرات“ (بالإنجليزية: Entomology) المشتقة من الكلمة اليونانية "εντομον" والتي تعني أيضا ”التقطيع إلى أقسام“.

## تاريخ الحشرات
|  | سداسيات الأرجل (الحشرات، قافزات الذيل، ثنائيات الذنب، أوليات الذنب) |
|  |                                                                     |
|  | القشريات (السرطانات، الروبيان، متماثلات الأرجل، إلخ..)              |
|  |                                                                     |

|  | قليلات الأرجل                                   |
|  |                                                 |
|  | ألفيات الأرجل (الدودة الألفية - ذات الألف رجل)  |
|  |                                                 |
|  | مئويات الأرجل (ذات المئة رجل - أم أربع وأربعين) |
|  |                                                 |
|  | مئويات الحدائق                                  |
|  |                                                 |

|  | العنكبيات (العناكب، العقارب وأقرباؤها)   |
|  |                                          |
|  | عريضات الأجنحة (العقارب البحرية: منقرضة) |
|  |                                          |
|  | سيفيات الذيل (سرطانات الحدوة)            |
|  |                                          |
|  | العنكبيات البحرية (العناكب البحرية)      |
|  |                                          |

|  | سداسيات الأرجل (الحشرات، قافزات الذيل، ثنائيات الذنب، أوليات الذنب) |
|  |                                                                     |
|  | القشريات (السرطانات، الروبيان، متماثلات الأرجل، إلخ..)              |
|  |                                                                     |

|  | قليلات الأرجل                                   |
|  |                                                 |
|  | ألفيات الأرجل (الدودة الألفية - ذات الألف رجل)  |
|  |                                                 |
|  | مئويات الأرجل (ذات المئة رجل - أم أربع وأربعين) |
|  |                                                 |
|  | مئويات الحدائق                                  |
|  |                                                 |

|  | العنكبيات (العناكب، العقارب وأقرباؤها)   |
|  |                                          |
|  | عريضات الأجنحة (العقارب البحرية: منقرضة) |
|  |                                          |
|  | سيفيات الذيل (سرطانات الحدوة)            |
|  |                                          |
|  | العنكبيات البحرية (العناكب البحرية)      |
|  |                                          |

|  | سداسيات الأرجل (الحشرات، قافزات الذيل، ثنائيات الذنب، أوليات الذنب) |
|  |                                                                     |
|  | القشريات (السرطانات، الروبيان، متماثلات الأرجل، إلخ..)              |
|  |                                                                     |

|  | قليلات الأرجل                                   |
|  |                                                 |
|  | ألفيات الأرجل (الدودة الألفية - ذات الألف رجل)  |
|  |                                                 |
|  | مئويات الأرجل (ذات المئة رجل - أم أربع وأربعين) |
|  |                                                 |
|  | مئويات الحدائق                                  |
|  |                                                 |

|  | العنكبيات (العناكب، العقارب وأقرباؤها)   |
|  |                                          |
|  | عريضات الأجنحة (العقارب البحرية: منقرضة) |
|  |                                          |
|  | سيفيات الذيل (سرطانات الحدوة)            |
|  |                                          |
|  | العنكبيات البحرية (العناكب البحرية)      |
|  |                                          |

|  | سداسيات الأرجل (الحشرات، قافزات الذيل، ثنائيات الذنب، أوليات الذنب) |
|  |                                                                     |
|  | القشريات (السرطانات، الروبيان، متماثلات الأرجل، إلخ..)              |
|  |                                                                     |

|  | قليلات الأرجل                                   |
|  |                                                 |
|  | ألفيات الأرجل (الدودة الألفية - ذات الألف رجل)  |
|  |                                                 |
|  | مئويات الأرجل (ذات المئة رجل - أم أربع وأربعين) |
|  |                                                 |
|  | مئويات الحدائق                                  |
|  |                                                 |

|  | العنكبيات (العناكب، العقارب وأقرباؤها)   |
|  |                                          |
|  | عريضات الأجنحة (العقارب البحرية: منقرضة) |
|  |                                          |
|  | سيفيات الذيل (سرطانات الحدوة)            |
|  |                                          |
|  | العنكبيات البحرية (العناكب البحرية)      |
|  |                                          |

الحشرات أول الحيوانات التي ظهرت فوق سطح الأرض منذ حوالي 435 مليون سنة وهي بهذا تعتبر أولى الحيوانات الطائرة فقد ظهرت قبل الزواحف المجنحة بحوالي 204 مليون سنة. إن علاقة الحشرات بالمجموعات الأخرى من الحيوانات تبقى غير واضحة، وقد كانت تصنّف عادة بأنها من أقارب الديدان الألفية والمئوية، إلا أن بعض الأدلة أظهرت مؤخرا أنها أقرب إلى القشريات من طائفة كثيرات الأرجل (أم أربع وأربعين وأقربائها) حيث تتشارك معها في سلف مشترك، وبذلك يمكن القول أنه وفقا لهذه النظرية فإن الحشرات بالإضافة للأنواع المختلفة من القشريات تشكل فرعا حيويّا.
يُخطئ كثير من العامّة إجمالا حيث يعتقدون أن بعض أنواع المفصليات الأخرى من شاكلة الديدان المئوية، الديدان الألفية، العناكب، والعقارب هي من الحشرات بما أن شكل جسدها الخارجي متشابه، فجميعها تمتلك هيكلاً خارجياً ملتحماً ببعضه (وكذلك الحال بالنسبة للأنواع الأخرى من المفصليات)، إلا أنه عند فحصها عن قرب تظهر علامات الاختلاف الواضحة وأبرزها أن هذه الأنواع لا تمتلك ستّ أرجل كما الحشرات البالغة. إن تاريخ سلالات المفصليات لا يزال حتى اليوم موضوع جدل ونقاش بين العلماء. وفي عام 2008 قام الباحثون في جامعة تافتس الواقعة قرب بوسطن بالولايات المتحدة، قاموا بكشف النقاب عمّا يعتقدون أنه أقدم أحفور لحشرة طائرة في العالم، وهي عينة تبلغ من العمر 300 مليون سنة، أي تعود للعصر الكربوني.

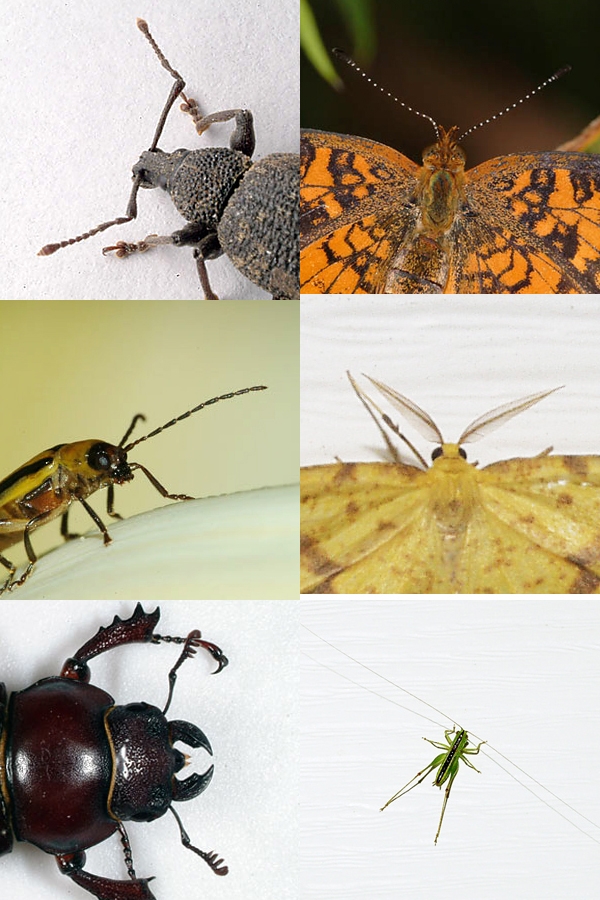
أدّى التطور إلى ظهور أشكال مختلفة من قرون الاستشعار عند أنواع متعددة من الحشرات.

إن أقدم المستحثات الواضح أنها تعود لحشرة تمّ العثور عليها في ترسبات تعود للعصر الديفوني، وقد بلغ عمر هذا الأحفور 396 مليون سنة وقد أطلق عليه اسم «حجر صوّان رايني» تيمنا بقرية رايني الاسكتلندية التي عثر عليه بالقرب منها؛ وتُعرف الحشرة التي وجدت به بالاسم اللاتيني "Rhyniognatha hirsti". وكان هذا النوع من الحشرات يمتلك فكا سفليا ذا قسمين، وهي ظاهرة تظهر عند الحشرات المجنحة مما يفترض بأن الأجنحة عند الحشرات كانت قد تطورت وظهرت في تلك الفترة، وهذا يعني أن الحشرات المجنحة ظهرت قبل ذلك بفترة على الأرجح، أي في العصر السيلوري.
إن أصل تطوّر مقدرة الطيران عند الحشرات لا تزال غامضة، بما أن أقدم الحشرات المجنحة المعروفة حاليا يظهر بأنها كانت طيّارة ماهرة؛ مما يعني أن الطيران تطوّر قبل ذلك بفترة طويلة. كانت بعض فصائل الحشرات المنقرضة تمتلك زوجا إضافيا من الجنيحات المتصلة بالقسم الأول من الصدر، مما كان يجعل عدد أزواج أجنحتها ثلاثة، وحتى اليوم ليس هناك من دليل يدعم القول بأن الحشرات كانت مجموعة ناجحة من الحيوانات قبل أن تتطوّر وتظهر أجنحتها.
كانت رتب الحشرات المختلفة في أواخر العصر الكربوني والعصر البرمي تضم العديد من الرتب التي لا تزال حيّة اليوم بالإضافة للعديد من الأشكال البائدة، وخلال هذه الفترة كان لبعض الأشكال الشبيهة باليعسوب باع جناحين يصل لما بين 55 و 70 سنتيمترا (22 - 28 بوصة) مما يجعلها أكبر من أي فصيلة حشرات اليوم. يُفترض أن هذه الضخامة في الحجم تُعزى إلى نسبة الأكسجين المرتفعة في الجو التي سمحت بزيادة فعالية التنفس مقارنة باليوم؛ ويُعتقد أن عدم وجود أنواع أخرى من اللافقاريات الطائرة كان سببا آخر سمح لهذه الحشرات بالنمو والازدهار.
تطوّرت معظم رتب الحشرات الحاليّة خلال العصر البرمي الذي بدأ منذ حوالي 270 مليون عام، وقد انقرضت كثيرٌ من المجموعات الأولى من الحشرات خلال حدث الانقراض في العصرين البرمي - الثلاثي، وهو أضخم انقراض جماعي حدث بتاريخ الأرض، منذ حوالي 252 مليون سنة.
وقد ظهرت رتبة غشائيات الأجنحة، الناجحة بشكل ملحوظ، خلال العصر الطباشيري ولكنها تنوّعت بهذا الشكل منذ فترة قصيرة نسبيا بالنسبة لعمر الأرض، خلال حقبة السينوزوي. وقد تطور عدد آخر من مجموعات الحشرات الناجحة بالتزامن مع تطور النباتات المزهرة، وتعتبر هذه صورة واضحة عن التطور المتشارك أي عندما يتطوّر مخلوق حي بعد أن يتطوّر مخلوق آخر يعتمد عليه في بقائه.
تطوّرت كثير من أجناس الحشرات الحاليّة خلال حقبة السينوزوي، وكثيرًا ما يُعثر على فصائل من هذه الفترة محفوظة بشكل جيّد في عينات متحجرة من العنبر، ويبلغ من مدى جودة هذه العينات أنه يمكن مقارنتها مع الفصائل الحالية. وتسمّى دراسة الحشرات المتحجرة «علم الحشرات القديمة» (باللاتينية: paleoentomology).

### التطور المتشارك
كانت الحشرات من أوائل العواشب الأرضيّة التي اقتاتت على النبات، وقد لعبت بهذا دورا في النشوء النوعي لبعض الفصائل. فقد طوّرت النباتات بعض وسائل الدفاع الكيميائية لتحمي نفسها من الحشرات، وبدورها قامت الحشرات بتطوير آليات معينة كي لا تتأثر بسموم النبات، فالكثير من الحشرات يستخدم هذه السموم ليحمي نفسه من مفترسيه، ومثل هذه الحشرات يعلن عن سميّته بواسطة ألوان تحذيرية، كما ولجأت بعض الحشرات إلى النباتات لتحمي نفسها بطريقة مختلفة حيث تطوّرت لتشبه أوراق الزهور أو الأشجار أو حتى الأغصان كي تحمي نفسها من الضواري، ويُعرف هذا الأسلوب باسم «أسلوب التقليد» أو «التشبّه». أدّت هذه العلاقة بين النباتات والحشرات إلى تطوّر فصائل متعددة ومعقدة بشكل متشارك. وتعتبر بعض العلاقات بين النبات والحشرات مفيدة لكلا الطرفين (مثل التلقيح حيث تُلقّح النبتة وتأخذ الحشرة كفايتها من الغذاء)، وقد أدى التطور المتشارك إلى ظهور بعض التكافلات التبادلية الخاصة جدّا في هكذا علاقة.

## التصنيف العلمي
|  |

| أحاديات اللقمة     |
| ------------------ |
| -عتيقات الفك - 470 |

| اللاجناحيات       |
| ----------------- |
| -هدبيات الذيل<200 |
| -مونورا           |

| قديمات الأجنحة               |
| ---------------------------- |
| -جناحيات يومية- 2,500–<3,000 |
| -يعسوبيات- 6,500             |

| حديثات الأجنحة                    |
| --------------------------------- |
| -صرصوريات – 3,684–4,000           |
| -غمديات الأجنحة – 360,000–400,000 |
| -جلديات الأجنحة – 1,816           |
| -ذوات الجناحين – 152,956          |
| -رشيقات الأجنحة – 200–300         |
| -نصفيات الأجنحة – 50,000–80,000   |
| -غشائيات الأجنحة – 115,000        |
| -حرشفيات الأجنحة – 174,250        |
| -سرعوفيات – 2,200                 |
| -طويلات الأجنحة – 481             |
| -كبيرات الأجنحة – 250–300         |
| -عصبيات الأجنحة – 5,000           |
| -خلفيات الأجنحة – 30              |
| -مستقيمات الأجنحة – 24,380        |
| -شبحيات – 2,500–3,300             |
| -قمليات – 3,000–3,200             |
| -مطويات الأجنحة – 2,274           |
| -محكات الأجنحة – 5,500            |
| -إبريات الأجنحة – 210             |
| -خافيات الأجنحة – 2,525           |
| -ملتويات الأجنحة – 596            |
| -هدبيات الأجنحة – 5,000           |
| -شعريات الأجنحة – 12,627          |
| -سلبوجيات – 28                    |

| أحاديات اللقمة     |
| ------------------ |
| -عتيقات الفك - 470 |

| اللاجناحيات       |
| ----------------- |
| -هدبيات الذيل<200 |
| -مونورا           |

| قديمات الأجنحة               |
| ---------------------------- |
| -جناحيات يومية- 2,500–<3,000 |
| -يعسوبيات- 6,500             |

| حديثات الأجنحة                    |
| --------------------------------- |
| -صرصوريات – 3,684–4,000           |
| -غمديات الأجنحة – 360,000–400,000 |
| -جلديات الأجنحة – 1,816           |
| -ذوات الجناحين – 152,956          |
| -رشيقات الأجنحة – 200–300         |
| -نصفيات الأجنحة – 50,000–80,000   |
| -غشائيات الأجنحة – 115,000        |
| -حرشفيات الأجنحة – 174,250        |
| -سرعوفيات – 2,200                 |
| -طويلات الأجنحة – 481             |
| -كبيرات الأجنحة – 250–300         |
| -عصبيات الأجنحة – 5,000           |
| -خلفيات الأجنحة – 30              |
| -مستقيمات الأجنحة – 24,380        |
| -شبحيات – 2,500–3,300             |
| -قمليات – 3,000–3,200             |
| -مطويات الأجنحة – 2,274           |
| -محكات الأجنحة – 5,500            |
| -إبريات الأجنحة – 210             |
| -خافيات الأجنحة – 2,525           |
| -ملتويات الأجنحة – 596            |
| -هدبيات الأجنحة – 5,000           |
| -شعريات الأجنحة – 12,627          |
| -سلبوجيات – 28                    |

كان التصنيف العلمي الأساسي يعدّ بأن قسم سداسيات الأرجل يتألف من أربع مجموعات رئيسيّة هي: الحشرات، قفازة الذيل، السمك الفضي ذي الشوكتين، ومخروطية الرأس، حيث كانت المجموعات الثلاثة الأخيرة تُصنف على أنها تنتمي لمجموعة «داخلية الفك» (باللاتينية: Entognatha) نظرا لأن أجزاء فمها داخليّة. وقد تغيّر هذا التصنيف بشكل كبير خصوصا بعد تقدّم طرق دراسة تطوّر الحيوانات حيث أصبح بالإمكان تحديد أسلافها بشكل أكثر دقة، بالإضافة لتطور الدراسات في علم الوراثة. وقد ظهرت إحدى النظريات مؤخرا التي تفترض أن سداسيات الأرجل متعددة الأعراق، حيث يظهر أن مجموعة داخلية الفك تمتلك مسارا تطوريّا مختلفا عن ذاك الخاص بالحشرات.
يمكن تقسيم قسم خارجيات الأجنحة التطور (باللاتينية: exopterygote) من حديثة الأجنحة (باللاتينية: Neoptera) إلى مفصليات الأجنحة (باللاتينية: Orthopteroida) ونصفيات الأجنحة (باللاتينية Hemipteroida)، كما يمكن أن تُسمّى خارجيات الأجنحة العليا وخارجيات الأجنحة الدنيا. يوجد حوالي 5,000 نوع ضمن رتبة الرعاشات (باللاتينية: Odonata)، و2,000 نوع من السراعيف، و 20,000 نوع من الجنادب وأقربائها، 170,000 من الفراشات والعث و 120,000 من الذباب و 82,000 من البق حقيقي و 360,000 نوع من الخنافس، و 110,000 من النحل والنمل.
وبما أن معظم التصنيفات العلمية القديمة للشعب المختلفة قد ظهرت الآن بانها متعددة العرق في الواقع، فإنه من الأفضل عند تصنيف الحشرات تجنب استعمال كلمات مثل: طائفة، فوق رتبة، وتحت رتبة، والتركيز على الصفوف عوضا عن ذلك. تمثل القائمة التالية أفضل التجميعات العلميّة للحشرات التي تم الاتفاق عليها.
علامة † تفيد بأن هذه الشعبة منقرضة.
الشُعيبة: اللاجناحيات Apterygota
الرتب
- عتيقات الفك Archaeognatha
- السمك الفضي Thysanura
- مونورا Monura †

تحت صف: الجناحيات Pterygota

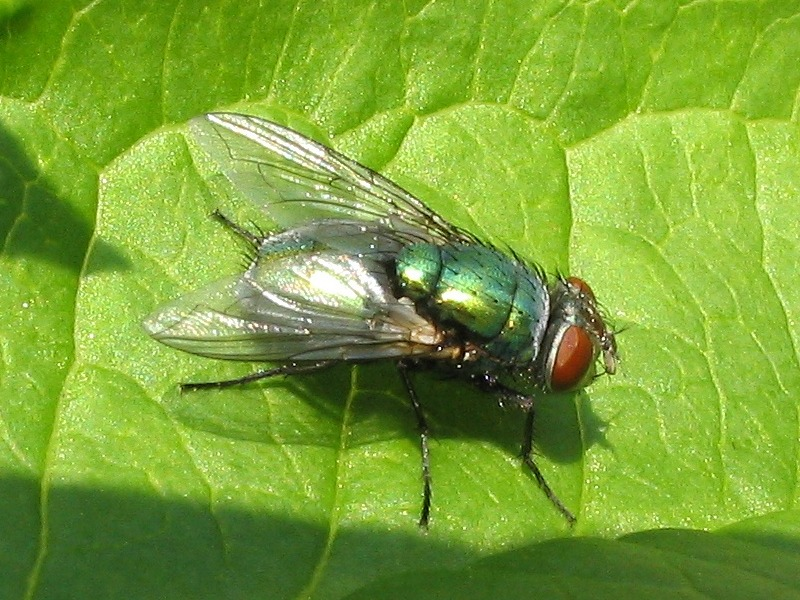
ذبابة زجاجية خضراء.

- الشُعيبة: «قديمات الأجنحة Paleoptera» (شبه عرق)

الرتب
- جناحيات يومية Ephemeroptera (ذباب أيار أو ذباب مايو)

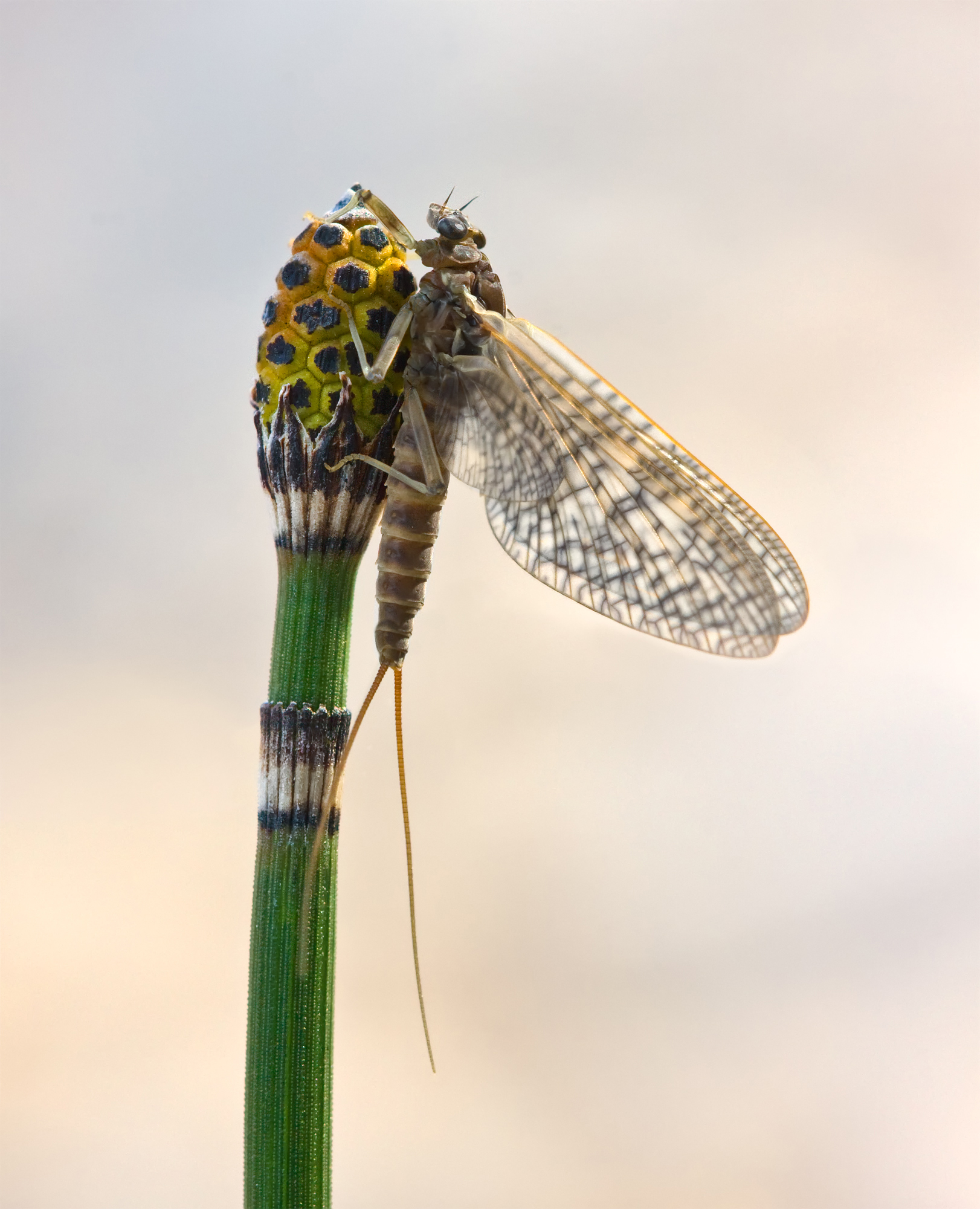
ذبابة مايو أو ذبابة أيار.

- سداسيات أجنحة عتيقة Palaeodictyoptera - †
- ضخمة الأجنحة Megasecoptera - †
- يعسوبيات قديمة Archodonata - †
- شفافة الأجنحة Diaphanopterodea - †
- يعسوبيات بدائية Protodonata - †

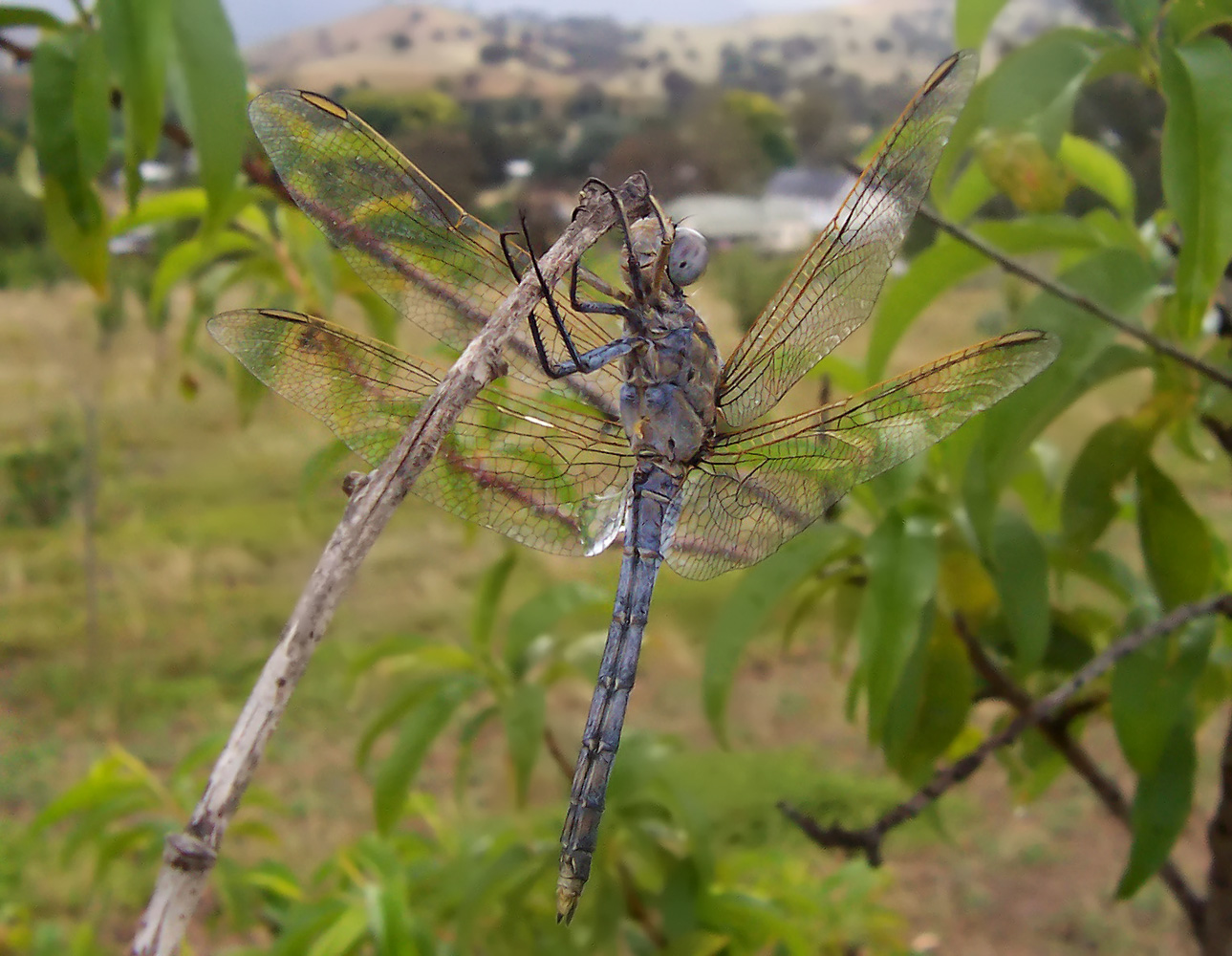
يعسوب أبو مقص الأزرق.

- يعسوبيات Odonata (اليعسوب أو السرمان أو الرعاش، وذباب الآنسة أو اليعسوب النحيل)

- الشُعيبة: حديثات الأجنحة Neoptera

- الرُتيبة: خارجيات الأجنحة Exopterygota

الرتب
- كالونيوروديا Caloneurodea - †
- جناحيات جبارة Titanoptera - †
- بروتورتوبتيرا Protorthoptera - †

متعددات جديدات الأجنحة Polyneopter
- جدجديات وردانية Grylloblattodea (زاحفات الجليد)
- سراعيف عصوية Mantophasmatodea (المجالدات)
- مطويات الأجنحة Plecoptera (ذباب الحجر)
- رشيقات الأجنحة Embioptera (ناسجات الشبك)
- نقيات الأجنحة Zoraptera (حشرات ملائكية)
- ديرمابتيرا Dermaptera (أبو مقص)

 أورثوبتيرويديا  Orthopteroidea
- مستقيمات الأجنحة Orthoptera (الجندب، الجراد، الجداجد)
- شبحيات Phasmatodea (حشرات عصوية)

شبكيات الأجنحة Dictyoptera
- الصرصوريات Blattodea (الصراصير)
- متساوية الأجنحة Isoptera (النمل الأبيض)

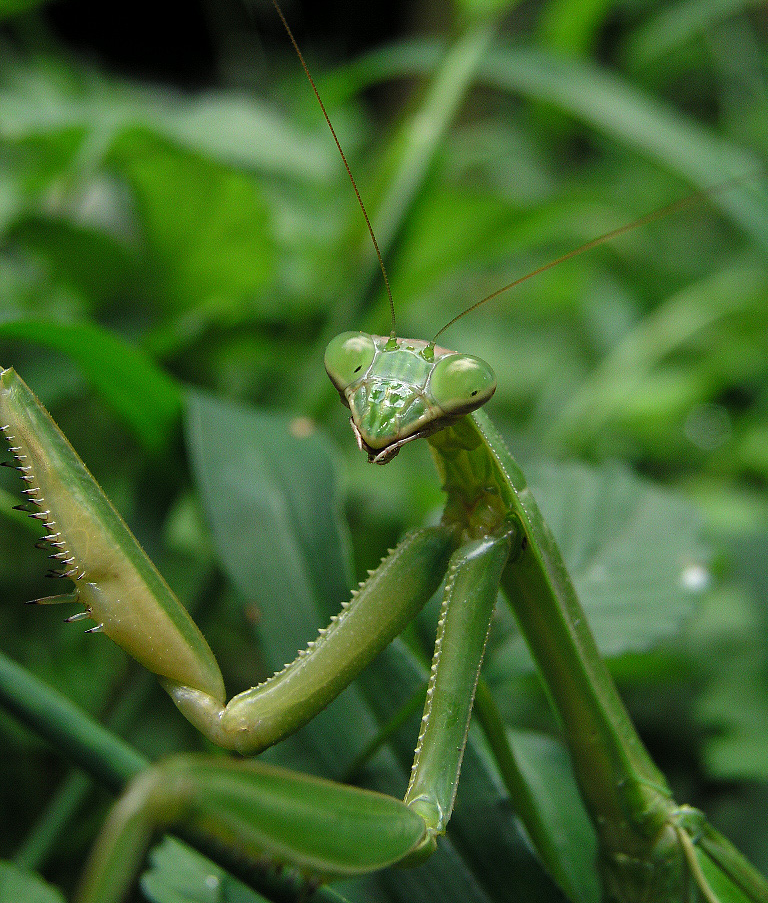
سرعوف صيني.

- سرعوفيات Mantodea (السراعيف أو أفراس النبي)

شبه جديدات الأجنحة Paraneoptera
- محكات الأجنحة Psocoptera (قمل الكتب وقمل اللحاء)
- هدبيات الأجنحة Thysanoptera (ماصّات النسغ)
- قمليات لاجناحية Phthiraptera (قمل)
- نصفية الأجنحة Hemiptera (البق الحقيقي)

- الرُتيبة: داخليات الأجنحة Endopterygota

الرتب
- غشائيات الأجنحة Hymenoptera (النمل، النحل، الزنابير، والدبابير)

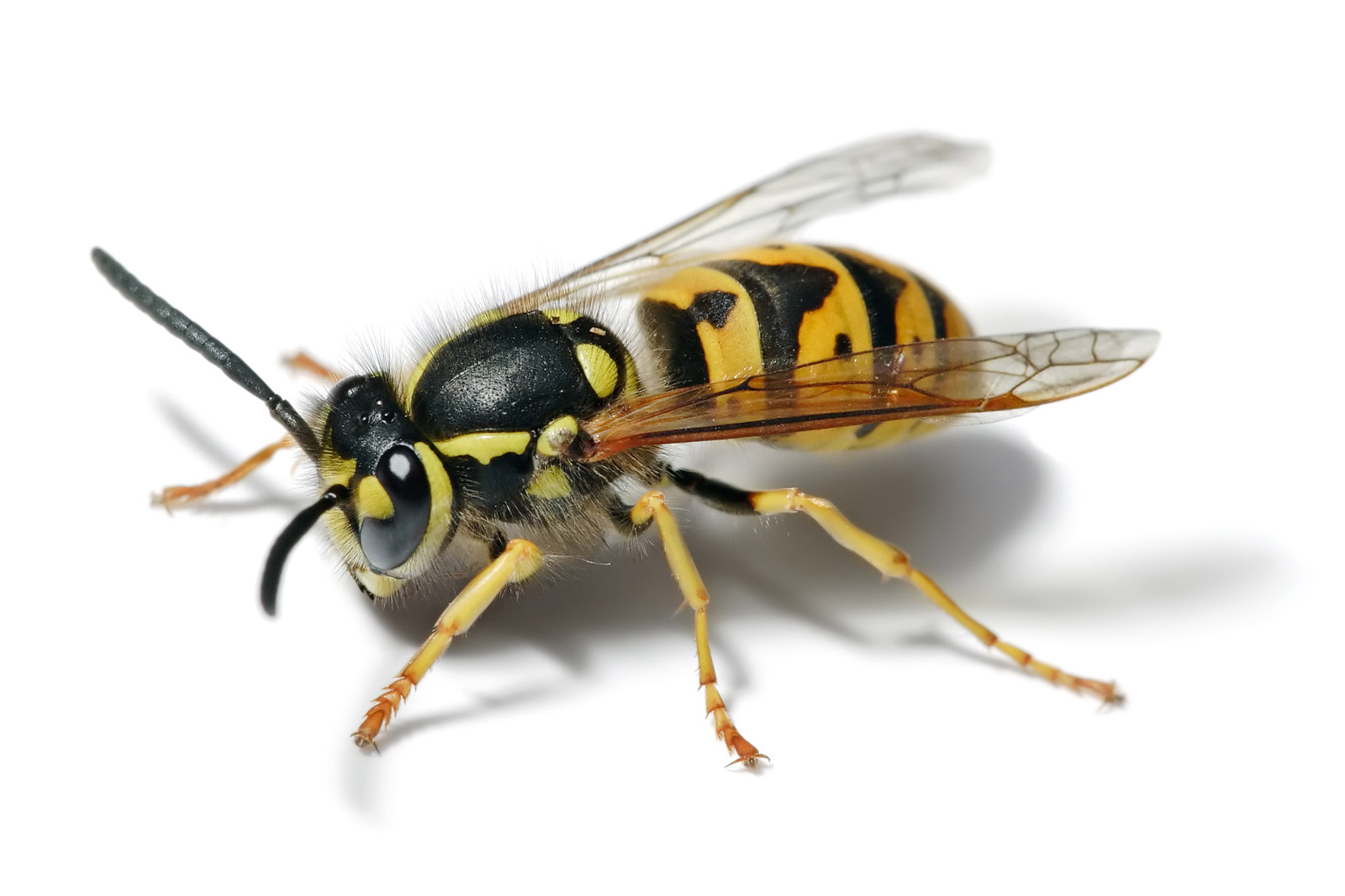
زنبور السترة الصفراء أو الزنبور الألماني.

- غمديات الأجنحة Coleoptera (الخنافس)
- مفتولات الأجنحة Strepsiptera (طفيليات مفتولة الأجنحة)

عصبيات الأجنحة Neuropteroidea
- إبريات الأجنحة Raphidioptera (ذباب أفعواني)
- كبيرات الأجنحة Megaloptera (ذبابة ألدر)
- شبكيات الأجنحة Neuroptera

طوية الأجنحة Mecopteroidea
- طويلات الأجنحة Mecoptera (ذباب العقرب، الذباب المتدلّي)
- خافيات الأجنحة Siphonaptera (برغوث)
- ثنائيات الأجنحة Diptera (الذباب الحقيقي)

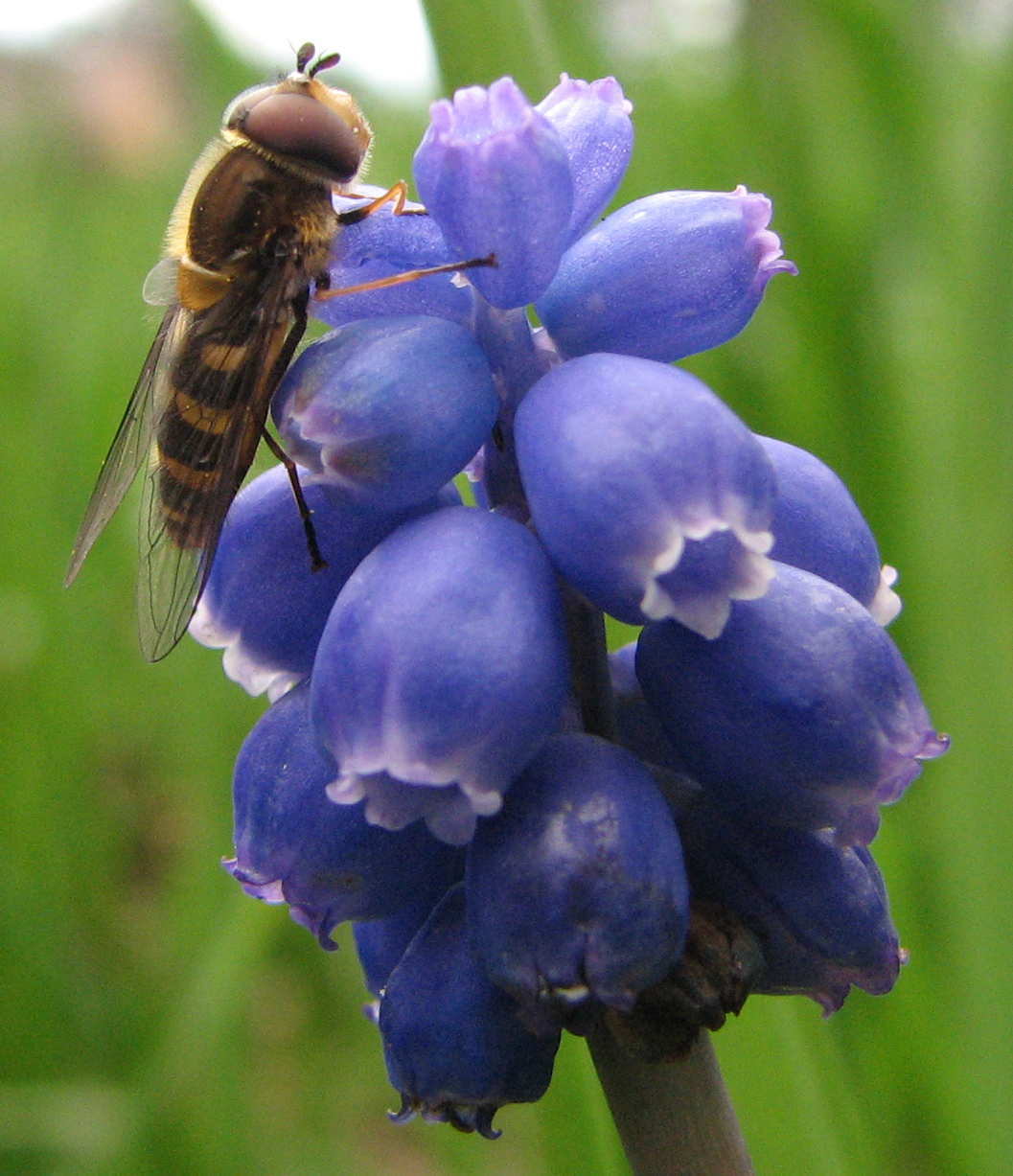
ذبابة حوّأمة على ثمار عنب بري.

- ثنائيات الأجنحة البدئية Protodiptera †

ردائيات الأجنحة Amphiesmenoptera
- مشعرات الأجنحة Trichoptera (ذبابة كاديس)
- حرشفيات الأجنحة Lepidoptera (الفراشات، العث، والخنافس المطقطقة)
- غلوسيليتروديا Glosselytrodea †
- ميوموبتيرا †Miomoptera

يمكن تقسيم الحشرات إلى مجموعتين كان كل منهما في الماضي يعدّ أنه تحت طائفة، وهاتان المجموعتان هما: اللاجناحيات (باللاتينية: Apterygota) والجناحيات (باللاتينية: Pterygota). تتألف مجموعة اللاجناحيات من رتبتين بدائيتين هما هلبيّة الذيل (باللاتينية: Archaeognatha) والسمك الفضي (باللاتينية: Thysanura). تشكّل هلبيّة الذيل مجموعة «أحادية اللقمة» (نتوء خارجي من المفصل)، بينما تعتبر الأسماك الفضية والحشرات المجنحة «ثنائية اللقمة». إلا أن اعتبار السمك الفضي من المجموعة الثانية ليس سوى مجرّد افتراض، إذ أن هناك مجموعة أخرى تعتبر مجموعة «شقيقة» للأسماك الفضيّة وتنتمي لثنائية اللقمة، مما يُفيد بأن السمك الفضي المماثل لهذه المجموعة قد يشاركها هذه الصفات، وتسمّى تلك المجموعة باللاتينية: Lepidotrichidae.
تتألف مجموعة الجناحيات من رتبتين أساسيتين هما: جديدات الأجنحة (باللاتينية: Neoptera) وقديمات الأجنحة (باللاتينية: Paleoptera)، ويُفرّق بينهما عن طريق أن المجموعة الأولى تمتلك أغشية صلبة وجهاز عضلي يسمح بطيّ الأجنحة بشكل مسطح فوق البطن. ويمكن تقسيم جديدات الأجنحة أيضا إلى مجموعتين هما نصف استقلابية الدم (متعددات جديدات الأجنحة وشبه جديدات الأجنحة) وكاملة استقلاب الدم، وقد أُثبت أن توضيح أي علاقة رتبويّة بداخل مجموعة المتعددات جديدات الأجنحة أمر غاية في الصعوبة. وقد تمّ اقتراح دمج بعض المجموعات مع بعضها، نظرا لاعتقاد بعض العلماء أنها تشكل مجموعة واحدة كما في حالة مجموعة الحشرات العصوية والسراعيف  حيث اقتُرح أن يدمج كل منهما مع مجموعة أخرى، كما وقد تمّ دمج بعض المجموعات فعلا بعد أن أظهرت الدراسات الجينية الحديثة مدى قربها من بعضها، وقد أدى ذلك إلى وضع تصنيف جديد لتلك المجموعة.
يُحتمل بأن فوق رتبة الجناحيات خارجية التطور هي شبه عرق بالمقارنة مع فوق رتبة الجناحيات داخلية التطور، ومن المسائل المثيرة للجدل في هذه النظرية هي مسألة تصنيف ثنائيات الأجنحة ومفتولات الأجنحة في مجموعة واحدة تسمّى عرجاء الأجنحة (باللاتينية: Halteria) نظرا لأن الحشرات من هاتين المجموعتين قد تفقد أو تُسقط أحد أزواج أجنحتها في بعض الأحيان؛ إلا أن هذه النظرية لا يدعمها مجمّع علماء الحشرات بشكل كامل،  كما وأصبح يعدّ أن البراغيث أقرب إلى مجموعة أخرى من الحشرات من تلك التي كان يعتقد أنها قريبتها سابقا. يعدّ بعض المصنفين أن الحشرات العصبيّة الأجنحة خرقاء أو «سكيرة» في حركتها. لا زال هناك الكثير من الأسئلة التي تحتاج للإجابة عنها خصوصا بما يتعلّق بالعلاقات الأساسية ما بين أعضاء فوق رتبة الجناحيات خارجية التطوّر وخصوصا غشائيات الأجنحة.

## أنواع الحشرات
وجد علماء الحشرات أن عدد الحشرات في الميل المربع يعادل عدد الإنسان فوق الأرض حيث يوجد ملايين الأنواع منها، ويكتشفون سنويًا من 7 إلى 10 آلاف نوع جديد. ويقدر بعض العلماء الأعداد التي لم تكتشف منها حتى الآن حوالي 10 ملايين نوع حيث يصادفون منها كل عام حشرات جديدة مدهشة.

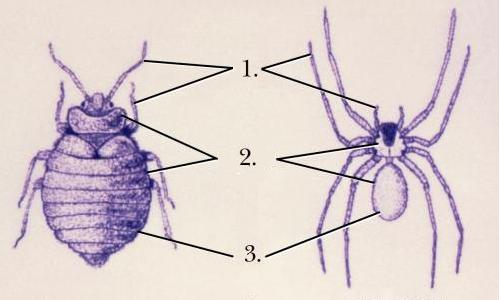
المواصفات المشتركة لشعبة المفصليات.

تنتمي الحشرات إلى شعبة المفصليات لأن لها:
- أرجل مفصلية.
- غطاء خارجي صلب.
- جسم مقسم إلى حلقات

و تضم شعبة المفصليات بالإضافة للحشرات :
- القشريات: كالقريدس (الجمبري) والكركند والسرطان (السلطعون).
- العنكبيات: كالعناكب والعقارب والقمل، وكلها لا تعتبر حشرات لأن لها 8 أرجل وجسمها مقسم إلى جزئين وليس ثلاثة كما في الحشرات، والكثير من الناس يُخطئون ويعدّون أن هذه المخلوقات هي في الواقع حشرات وذلك عائد للشبه الكبير بينها ولأنها تمتلك بعض الخصائص والمواصفات المشتركة.

ونظراً للأعداد الكبيرة المتضمنة والرتب الكثيرة المختلفة التي تصنف بها هذه الحشود من الحشرات، ففي العادة يتم وصف بعض المجموعات الهامة الكبيرة منها، وهذه المجموعات هي:

### الخنافس

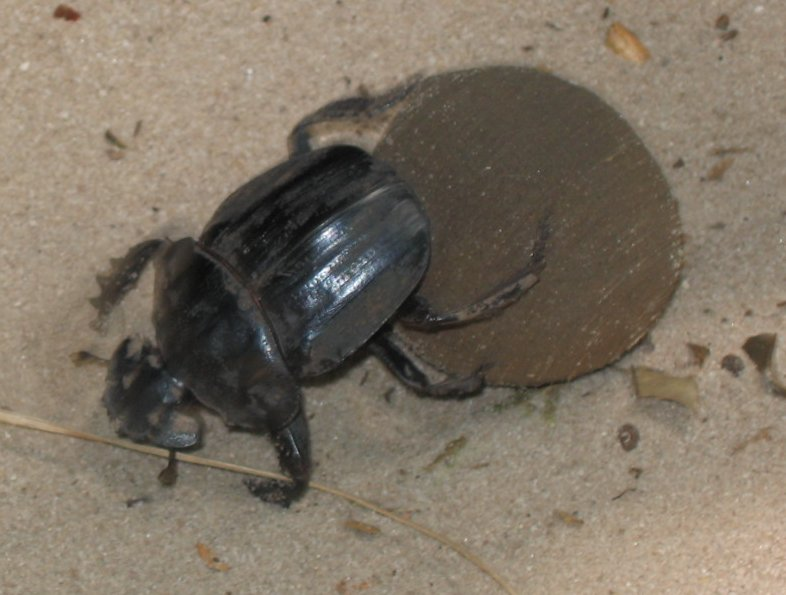
خنفسة الجعران أو خنفساء الروث.

تشكل الخنافس أكبر مجموعة من الحشرات بما يقارب 300 ألف نوع مختلف، ويمكن مقارنتها مع الحيوانات الفقارية كالأسماك والبرمائيات والزواحف والطيور والثدييات التي يبلغ مجموعها فقط 43,000 نوع. وأكثر الصفات الملحوظة في الخنافس هي زوج الأغشية الجناحية الذي تطور من الزوج الأول من الأجنحة، ولا تقوم هذه الأكياس الجناحية مقام الزوج الثاني الرقيق فقط وإنما تعمل أيضا على حماية غالبية البطن. تعتبر الخنافس أنجح الكائنات على سطح الأرض لأنها تتلاءم مع أي بيئة، فالبعض منها له القدرة على امتصاص الرطوبة من الجو بواسطة أجنحتها لتحتفظ بمياهها مما يجعلها تسير في الصحراء حيث الرطوبة نادرة. وبعضها يمكنه العيش تحت الماء لأنها تخزن الهواء بأجنحتها. ويوجد أنواع من الخنافس التي تعيش على روث البهائم أو أجزاء معينة من النباتات والحيوانات الميتة، وبالإجمال يمكن القول أن الأنواع المختلفة من الخنافس تتغذى على كل مادة غذائية يمكن تصورها. ولهذا فليس مستغربا أن توجد الخنافس في شتى أنحاء العالم وفي معظم نماذج المساكن نظرا لتنوع غذائها. وبعض الخنافس قرون الاستشعار عندها أطول من جسمها. ومعظم الخنافس إما سوداء أو بنيّة اللون وكثير منها لونه أحمر أو أزرق أو أخضر أو خليط من الألوان.

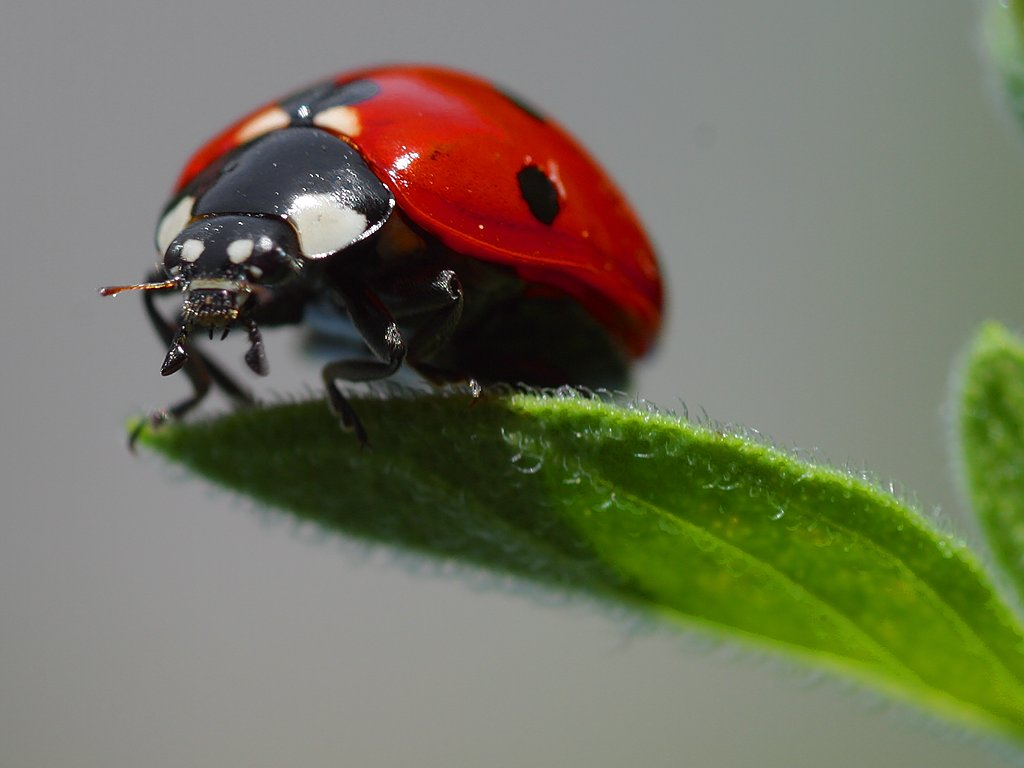
الدعسوقة.

ومن أشهر أنواع الخنافس الدعسوقة التي تتواجد في كل قارة مأهولة وتشكل مجموعة هامة جدا من الضواري. وتُقدّر هذه الحشرات لإتلافها المن والسوس الذي يضر بالمزروعات، فهي تفترسها بكميات هائلة، وقد أصبحت تربى في المزارع خاصة لتباع إلى أصحاب البساتين الذين يقدّرون مساعدتها في القضاء على الحشرات المؤذية لمحاصيلهم. وقد بلغ من شدة تقدير البشر لهذه الحشرات أن قامت حكومات بعض الدول بإطلاق سراح العديد منها في الأراضي الزراعية، كما فعلت الولايات المتحدة عندما أطلقت عدة ملايين منها في مزارع البرتقال في ولاية كاليفورنيا.

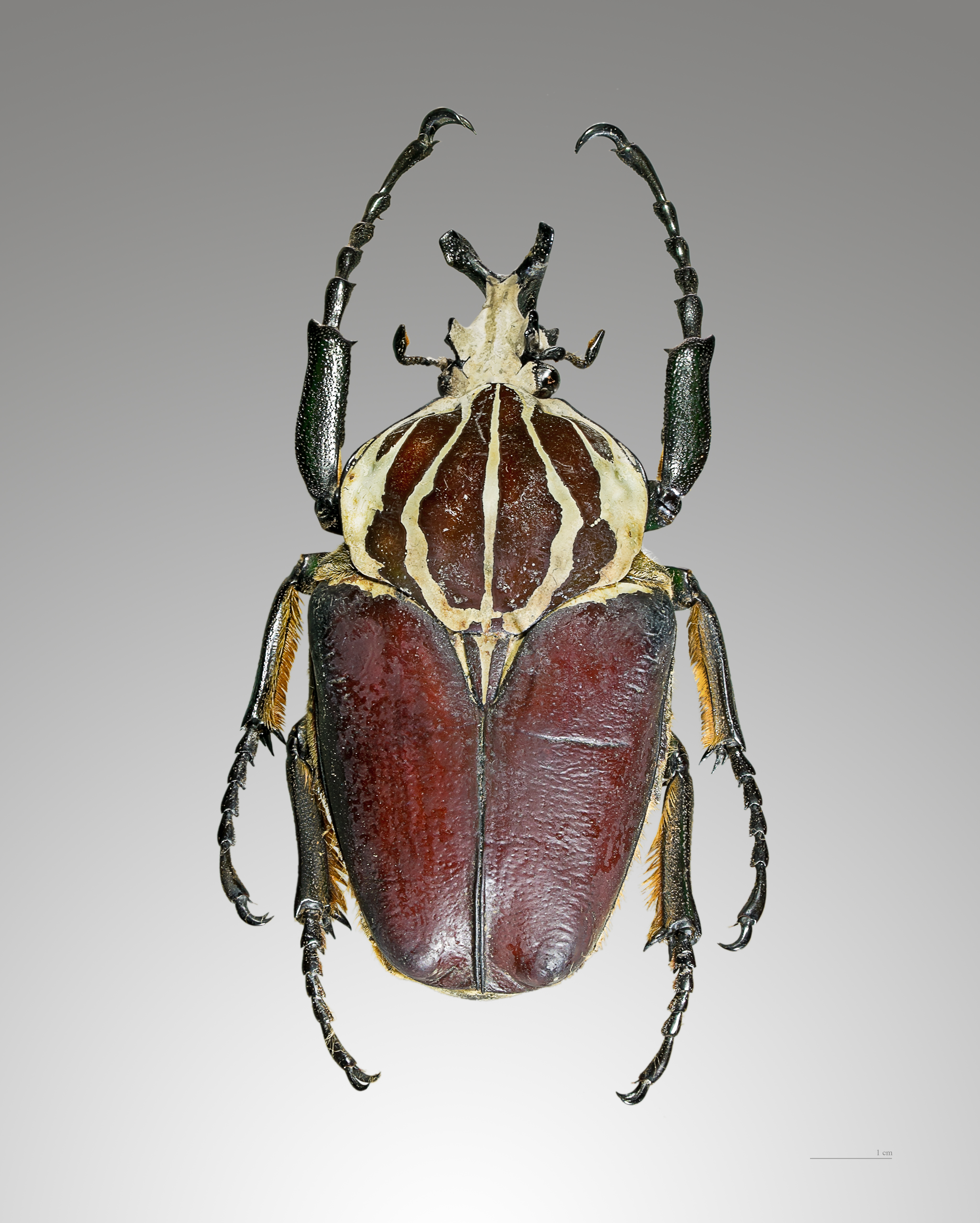
الخنفساء العملاقة أو خنفساء جالوت.

تضّم رتبة الخنافس إحدى أكبر أنواع الحشرات الحاليّة، وتُعرف الخنافس الكبيرة الحجم باسم الجعل في اللغة العربية. وخنافس الجعل مشهورة بألوانها الرائعة وحجمها الكبير ومساعدتها القيمة في طمر الروث، حيث تطمره بعد أن تعالجه ليصبح بشكل كرات ليكون مخزونا غذائيا لصغارها، وهذا العمل أيضا يساعد على إخصاب التربة بوضوح. وأكبر الخنافس في العالم هي الخنافس العملاقة أو خنفساء جالوت الإفريقية التي قد يصل طولها إلى 10 سننتيمترات، ويليها في الضخامة خنافس الكركدن الغريبة الشكل التي قد ينمو قرنها الأمامي ليصبح طوله 5 سنتميترات.

### الفراش والعث
من الصعب تحديد الاختلاف الدقيق بين العث والفراشات، إلا أنه يمكن التفرقة بينهما عن طريق فترة نشاطها وبعض مظاهرها، فمعظم العث يظهر ليلا ولها قرون استشعار ريشيّة وتثني أجنحتها أفقيا على ظهرها؛ بينما تطير معظم الفراشات نهارا ولها قرون استشعار ذات نهايات منتفخة وتثني أجنحتها شاقوليا على ظهرها. وهذه النقاط عامة جدا ويمكن إيجاد استثناءات بالنسبة لهذه الصفات الثلاث.

### الذباب الحقيقي
يمكن تمييز هذه المجموعة الكبيرة والهامة من جميع الحشرات الأخرى حيث أن لها زوجا واحدا من الأجنحة، أما الزوج الثاني فقد تضائل ليصبح جهاز توازن شبيه بالعصا. ويعدّ البعوض بفصائله المختلفة من أشهر أعضاء هذه المجموعة، وهو مشهور بعضته المؤلمة والمثيرة للحساسية، ويختص ذكر البعوض بالتغذي على رشف النباتات والرحيق، وهكذا فإن الإناث وحدها هي التي تمتص دماء الحيوانات. وبالرغم من أن عضّة البعوض ليست مزعجة وأن الجرح بحد ذاته ليس خطيرا، إلا أن الخطر يكمن في إمكانية تأثر الضحية بمرض ما عندما تحقن البعوضة لعابها فيه؛ فالحمى الصفراء والملاريا معروفتان بشدة الخطورة وتنتقل أعراضهما عن طريق عضة البعوضة.
أما ذباب المنزل وأقرباؤه، فتتغذى على سلسلة واسعة من غذاء الإنسان والمواد التالفة. فاليرقات والعذراوات منها، وبعكس يساريع الفراشات، ليس لها عضلات ونظرا لعدم تميزها في التغذي على الروث والجيفة وطعام الإنسان، فإن ذباب المنزل ينشر أمراضا بنقل البكتيريا إما بجزء فمها الخاص بالمسح أو بأرجلها. ومن أقارب ذباب المنزل التي تسبب إزعاجا للإنسان الذباب الزجاجي الأخضر الذي يعدّ آفة زراعية، والذباب الزجاجي الأزرق الذي يسبب حساسية لجلد الإنسان عندما يهبط عليه، وذبابة تسي تسي التي تنقل مرض النوم عندما تعض أي مخلوق.

### الدبابير، الزنابير، النحل، والنمل

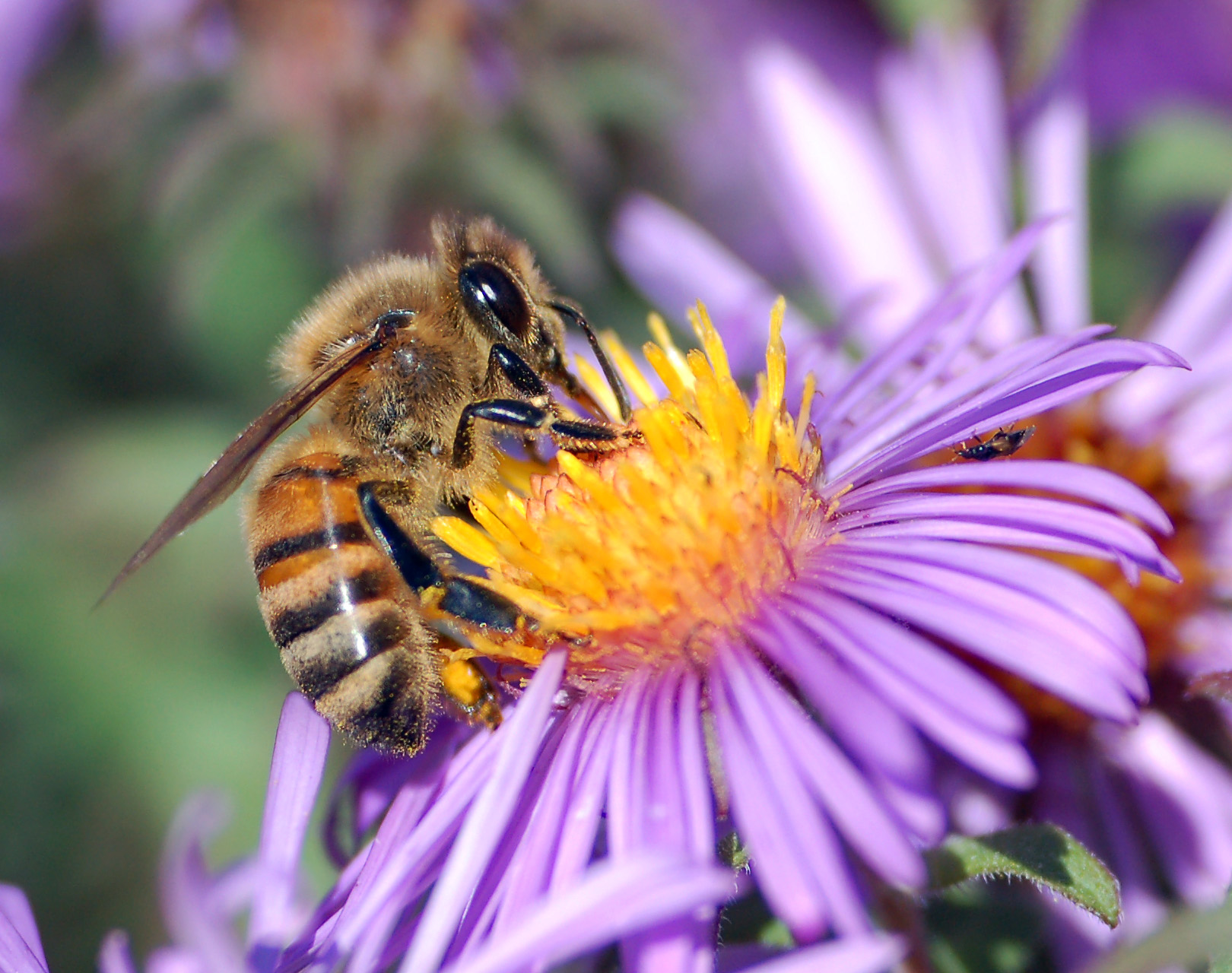
نحلة العسل الأوروبية.

هذه مجموعة كبيرة من الحشرات، تعيش معظمها في مستعمرات حيث تعمل جميعها لفائدتها المتبادلة، فمستعمرة نحل العسل تركز حول الملكة الكبيرة التي تكون مسؤولة عن وضع البيض، بينما تكون وظيفة الذكور هي تلقيح بيوض الملكة، بينما تنفذ بقية المهام الإناث العقيمة المجهدة وهي العاملات. وللنمل مستعمرات مشابهة معقدة، غالبا ما تكون أفرادها مختصة؛ وهناك مستعمرات نمل وحشية في بعض أجزاء العالم تتنقل بشكل دائم من مكان إلى آخر، ومثال ذلك نمل الجيوش في أميركا الجنوبية ونمل السفاري في أفريقيا، وهي ضروب لواحم متوحشة تهاجم أي حيوان حي تصادفه في طريقها. ويبني النمل أعشاشه تحت الأرض غالبا وفي الأشجار اليابسة، ويستخدم البعض منها شكلا خاصا من الشمع لبناء خليته؛ كما وتستخدم بعض الزنابير أعشاشا هشة من الخشب الممضوغ، وتبدو المادة الناتجة كأوراق خشنة جافة.

### القمل والبراغيث

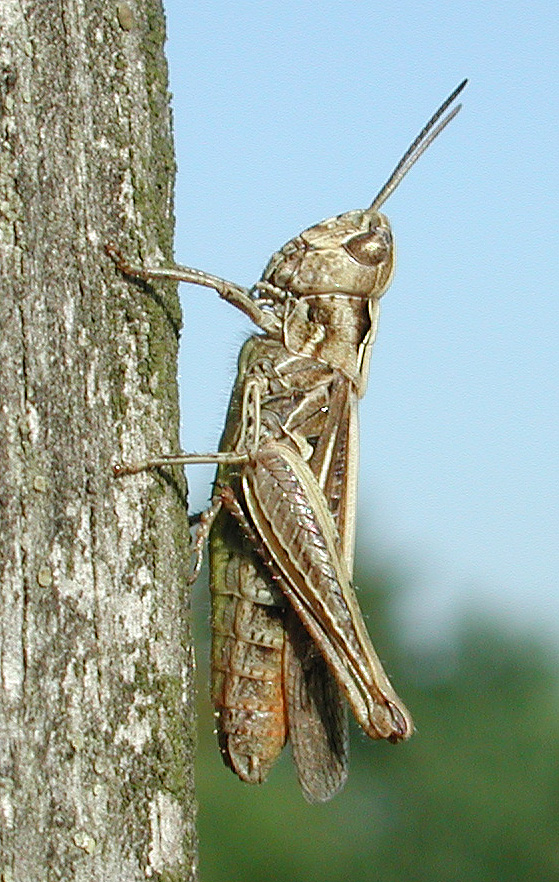
جندب.

البراغيث والقمل طفيليات تعيش على الجزء الخارجي من جسد مضيفها، وكلا النوعين عديم الأجنحة وتصيب الثدييات والطيور على نحو رئيسي. وتنزع البراغيث للتطفل على الطيور التي تعشش في فتحات الشجر من شاكلة النقارات والبوقير، وعلى الثدييات التي تعيش في الحفر والأوكار، والإنسان هو أحد الكائنات الرئيسية القليلة التي تعاني من إصابة البراغيث، والمشكلة في هذا المضمار ليست مجرّد الحساسية الذي تسببه وامتصاص الدم ولكن إمكانية إصابة المضيف بمرض ما. فوباء الطاعون أو الموت الأسود الذي انتشر في أوروبة خلال العصور الوسطى كان قد انتقل عن طريق البراغيث التي حملتها الجرذان المصابة بالمرض، والتيفوس يظهر في المجتمعات المزدحمة القذرة ويمكن انتشاره عن طرق القمل.

### الجنادب، الجراد، والصراصير
هي مجموعة قمّامات وعواشب شرهة غالبا ما تسبب أضرارا للبشر الذين يمقتونها إجمالا. فالجندب والجدجد حشرات تسكن الحدائق والمروج وهي غالبا لا تسبب ضررا يذكر للإنسان، إلا أن الكثيرين يكرهونها بسبب منظرها المنفر وصوتها (في حالة الجدجد)، أما الجراد فهي حشرات مؤذية ومخربة، تسبب الكوارث وإتلاف المحاصيل الزراعية.
والصراصير من أشهر أعضاء هذه المجموعة، إذ أنها تتواجد في جميع المناطق التي يقطنها الإنسان، كما وتشاركه مسكنه حيث توجد بداخل وحول المباني السكنية وتأكل النفايات والأطعمة المخزونة.

## الغذاء
تأكل الحشرات كميات هائلة من الطعام، وكل ماهو من أصل نباتي أو حيواني هنالك نوع من الحشرات يتغذى به، فهناك حشرات تأكل اللحم والعظام والدم والريش والسجاد، كما هنالك حشرات تأكل الخشب ونسغ النبات والورق والسجائر. وهذا التباين في أنواع الغذاء يتطلّب تفاوتا في شكل أجزاء الفم، وفي هذا المجال يمكن تصنيف الحشرات إلى ماضغات وماصّات وماسحات.

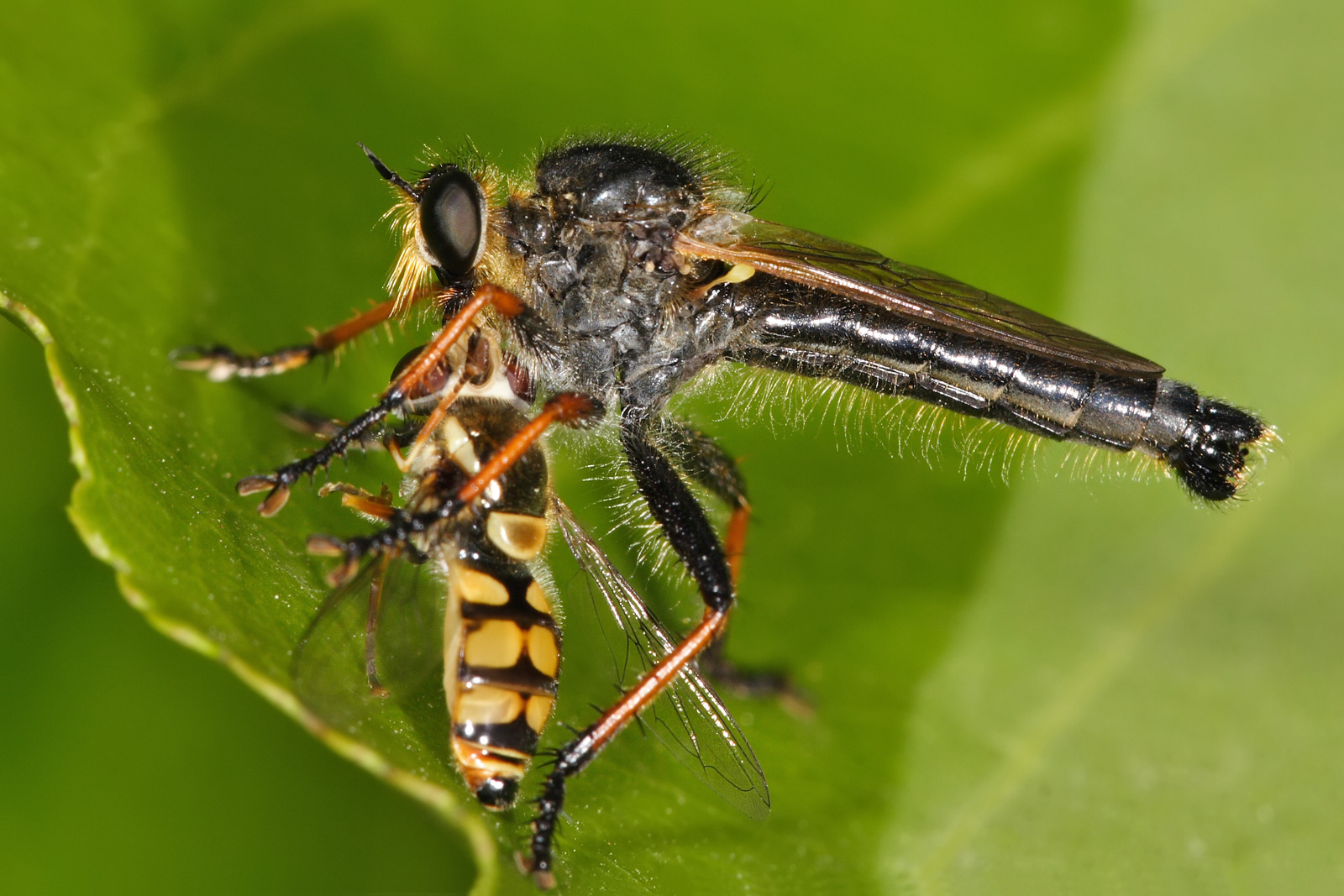
ذبابة سلاّبة تقتات على طريدتها الذبابة الحوّامة.

فالماضغات هي الحشرات التي لها فكان للعض، ولا يختلف شكل الفكين إن كانا لعضّ اللحم أو لعضّ الورق، وعندما تمضغ الحشرة طعامها فإن فكيها يتحركان من جانب لأخر وليس صعودًا ونزولًا. وهناك أجزاء فوهية أخرى تساعد في دفع الطعام إلى داخل الفم، ومن الماضغات أيضًا الخنافس الأرضية التي تصطاد صغار الكائنات من التربة فتمزقها بفكيها إربًا إربا، كذلك يتصيد اليعسوب الذباب والبعوض في أثناء طيرانه. وتشكل الأزهار والبزور والأوراق والجذور طعامًا للماضغات آكلة النبات.
والماصات هي الحشرات الأنبوبية الفم وأبرزها البعوض، فالبعوضة الأنثى تمتلك خرطومًا تغرزّه في جسد مضيفها كي تمتص قليلاً من الدماء، كذلك فإن الحشرات التي تتغذى بنسغ النبات لها أجزاء فم ماصّة ذات طرف حاد تغرزه في ساق النبتة. والعث والفراش هي أيضًا من الماصات، وخراطيمها طويلة بالضرورة كي يتسنى مدها داخل الأزهار لبلوغ الرحيق، وحينما لا تستعمل الحشرة خرطومها الماص فإنها تلفه بشكل مرتب أنيق.
وتضم الماسحات من الحشرات الذباب، والذبابة تقوم عندما تدب فوق مصدر للطعام بمسح جزء فمها عليه، وهي بذلك تظهر وكأنها تلعقه أو تمسحه بلسانها لأن جزء الفم الذي يمس الطعام أشبه بلبدة ليّنة، وتخترق هذا الجزء فتحات دقيقة متعددة تتصل بأقنية الطعام. ولأن الذبابة لا تستطيع «مسح» الطعام الصلب فإنها تفرز فوقه قليلا من السائل ليذيبه، ومن ثم تشفطه إلى أقنية الطعام.

## حركة الحشرات

### الطيران

مخطط لآلية الحركة الأساسية عند الحشرات أثناء الطيران:
aالأجنحة
b المفاصل
c العضلات الظهرية البطنية
d العضلات الطولانية.

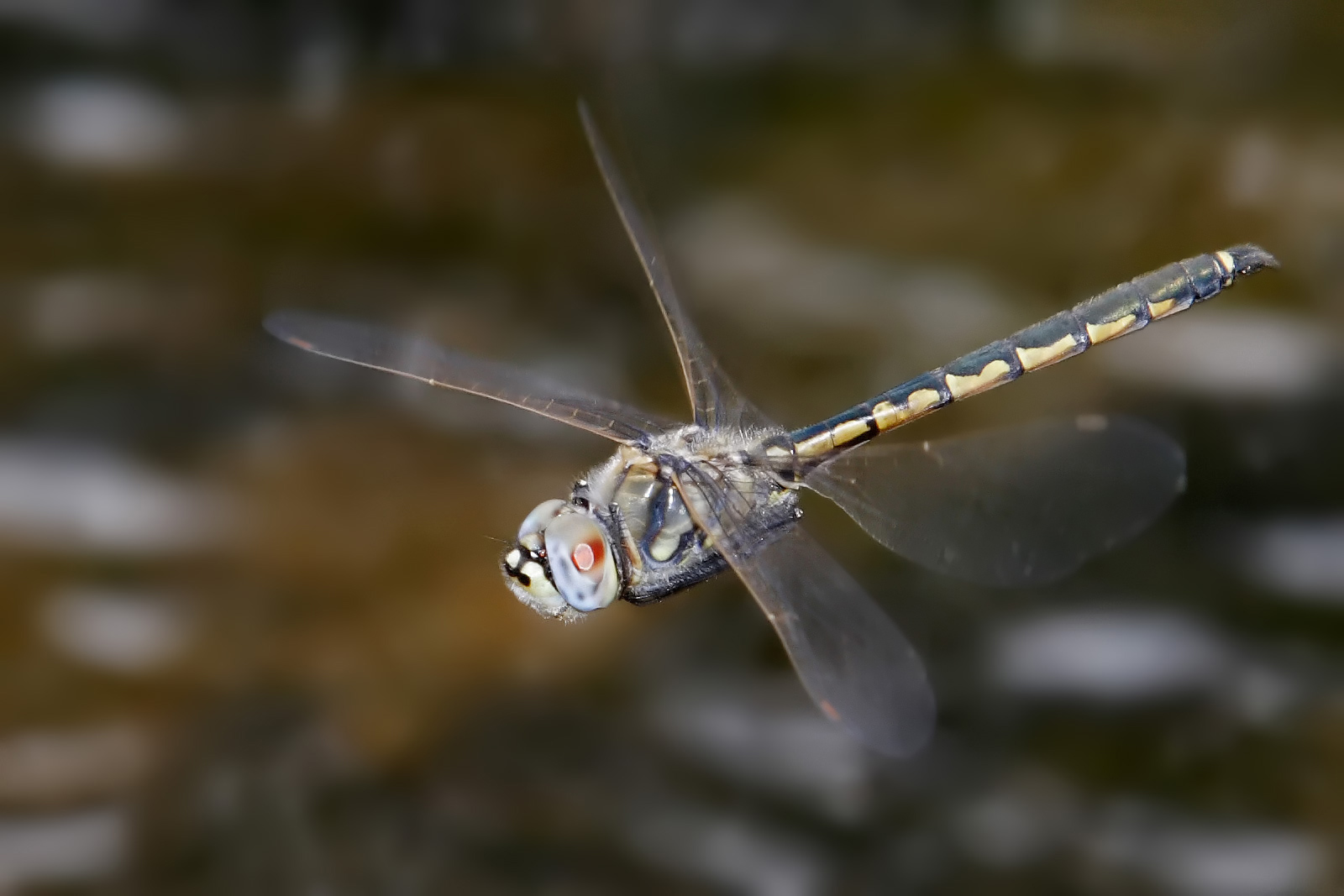
يعسوب تاو الزمرّدي أثناء الطيران.

الحشرات هي المجموعة الوحيدة من اللافقاريات التي طوّرت القدرة على الطيران، وقد كان موضوع تطوّر أجنحة الحشرات من المواضيع التي أثارت جدلا بين العلماء، فالبعض يفترض بأن الأجنحة ظهرت أولا كطفرة شاذة بينما يرى البعض الآخر أنها لحم متدل معدّل الشكل والخصائص. وفي العصر الكربوني كان باع الأجنحة لبعض فصائل اليعاسيب العملاقة، المنتمية لجنس الرعاشات العملاقة (باللاتينية: Meganeura)، يصل إلى 50 سنتيمترا (20 بوصة)؛ وقد اكتشف العلماء أن وجود الحشرات العملاقة يرتبط بوجود نسبة عالية من الأكسجين في الجو، وظهر من بعض ألباب عينات الجليد المحفوظة أن نسبة الأكسجين في تلك الفترة كانت تصل إلى 35% وهي نسبة مرتفعة مقارنة بالنسبة الحالية التي تبلغ 21%، فالجهاز التنفسي لدى الحشرات يتحكم بحجمها ويجعل من المستحيل لها حاليا أن تبلغ هكذا أحجام، أما بحال كانت النسبة أعلى في الجو فإن هذا يسمح لها بأن تنمو لأحجام أكبر. إن أضخم الحشرات الحالية أصغر حجما بكثير من تلك المنقرضة، وهي تضم عدّة أنواع من العث من شاكلة عثة أطلس والساحرة البيضاء.
إن طيران الحشرات يعدّ موضوعا ذا أهمية كبرى بالنسبة للعلماء في مجال الإيروديناميات، ويعود السبب في ذلك جزئيا إلى أن نظريات الحالة الساكنة غير قادرة على تفسير كيفيّة رفع الحشرات أنفسها في الهواء باستخدام أجنحتها الصغيرة. وبالإضافة للطيران باستخدام الأجنحة، فهناك الكثير من الحشرات الأصغر حجما والعديمة الأجنحة تتنقل باستخدام التيارات الهوائية، ومن هذه الحشرات المن التي غالبا ما تنتقل لمسافات كبيرة باستخدام تيارات هوائية بسيطة.

### المشي
الكثير من الحشرات البالغة يمشي على ستة قوائم وقد طوّر نوعا من المشي على ثلاثة قوائم، ويتيح المشي على ثلاثة المجال للحشرة كي تسير بسرعة أكبر وتبقي نفسها متوازنة دون أن تسقط بنفس الوقت، وقد تمّت دراسة هذا النوع من الحراك بشكل مكثّف لدى الصراصير. تُستعمل القوائم بشكل متبادل، الواحدة تلو الأخرى، وتلمس الأرض بشكل مثلّث؛ وفي الخطوة الأولى تلامس الساق اليمين الوسطى والقائمتين اليساريتين، الأمامية والخلفية، الأرض وتدفع الحشرة نحو الأمام؛ بينما تُرفع القوائم اليمينية، الأمامية والخلفية والوسطى، وتتحرك إلى الأمام نحو موقع جديد. وعندما تطأ تلك القوائم على الأرض يمكن للحشرة عندئذ ان تحرك قوائمها الأخرى إلى الأمام وهكذا دواليك.
يُعرف شكل المشي بسرعة عند الحشرات باسم «المطاردة» أو «شكل المطاردة»، وهذا النوع من المشي لا يعدّ صعبا أو ذو عوائق بالنسبة للحشرة، لذلك فإن الحشرات قادرة على التأقلم مع أنواع عديدة منه؛ فهي عندما تتحرك ببطء، تغيّر اتجاهها، أو تتفادى شيء في طريقها مثلا، قد تضع أربعة قوائم فقط أو أكثر على الأرض. وتستطيع الحشرات أيضا أن تعدّل بطريقة مشيها لتتأقلم مع خسارة طرف أو أكثر من أطرافها.
تُعد الصراصير من أسرع الحشرات جريا، وهي قادرة عندما تصل لأقصى سرعة أن تعدو على قائمتين لتبلغ بذلك سرعة عالية نسبةً لحجم جسدها. ويبلغ من شدّة سرعة هذه الحشرات أن تسجيل حركتها يحتاج إلى المئات من اللقطات في الثانية الواحدة كي يستطيع المرء كشف طريقة عدوها وتحليلها. كما ويدرس العلماء نوعا آخر من طرق المشي عند الحشرات وهو المشي البطيئ والذي يظهر بشكل واضح لدى عائلة الحشرات العصوية خصوصا.
طوّر البعض من الحشرات القدرة على السير على سطح الماء، وبشكل خاص البق التابع لعائلة قيّاس الماء (باللاتينية: Gerridae)، حتى أن بعض فصائل عائلة قمص المحيط التابعة لجنس «هيلوباتس» (باللاتينية: Halobates) تعيش على سطح مياه المحيطات المفتوحة، وهي بيئة تعيش فيها القليل من فصائل الحشرات. يُعتبر مشي الحشرات الطريقة البديلة التي يلجأ إليها مصممو الروبوتات لجعل تصاميمهم تتنقل، بدلا من استخدام الدواليب.

### السباحة

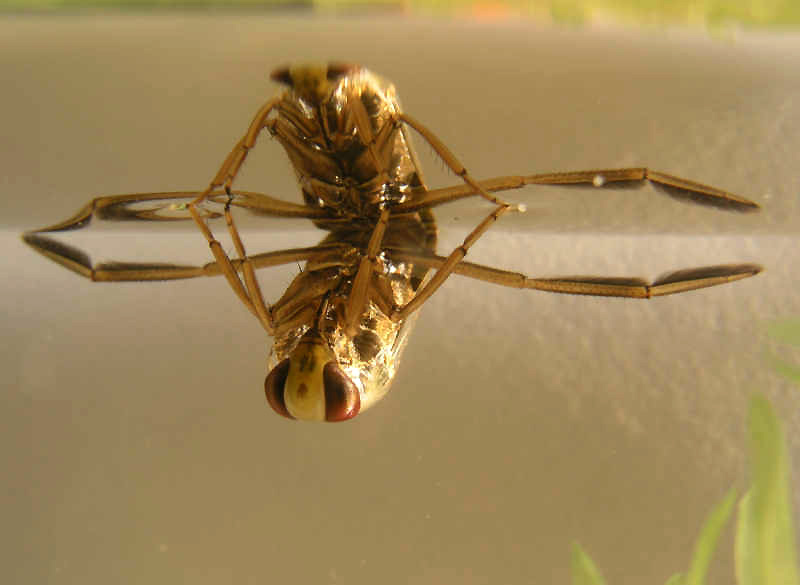
السبّاح الخلفي، من الحشرات التي تسير على الماء، لاحظ شكل قوائمه الخلفية الشبيهة بالمجذاف.

يعيش عدد كبير من الحشرات جزءًا من حياته أو حياته بأكملها تحت الماء، وفي الكثير من الرتب البدائية تعيش الحشرة مراحل الحياة الأولى أي ما قبل النضوج في الماء، وفي البعض الآخر منها تعيش حياتها في المياه كبالغة أيضا. ويمتلك الكثير من هذه الفصائل خصائص تمكنه من التحرّك تحت الماء، فخنافس المياه وبق الماء لها قوائم تشبه في تصميمها شكل المجذاف، بينما تقوم صغار اليعسوب بالتحرك عن طريق قذف الماء من قناتها المستقيمة.
وبعض الفصائل مثل فيّاسة المياه قادرة على المشي على سطح الماء، وهي تستطيع أن تقوم بذلك لأن مخالبها غير موجودة على أطراف قوائمها كما في معظم الحشرات بل في أخدود خاص في منطقة بأعلى القدم، وهذا يمنع المخالب من خرق سطح الماء والتسبب بالتالي بغرق الحشرة. ويُعرف عن حشرات أخرى من شاكلة الخنافس الطوّافة أنها تقوم بفرز إفرازات لعابيّة تخفف من حساسيّة سطح الماء وتصبح بالتالي قادرة على التنقل عليه عبر ما يعرف «بدفع مارانغوني» تيمنا بالفيزيائي الإيطالي كارل مارانغوني.
تمتلك فصائل الحشرات الغوّاصة أيضا بعض الخصائص التي تساعدها على التنفس، فالكثير من أشكال اليرقات تمتلك خياشيم تسحب بها الأكسجين المتحلل في المياه، بينما أنواع أخرى تحتاج أن تصعد للسطح لتزيد مخزونها من الأكسجين الذي يُحبس في أعضاء خاصة في جسدها.

## تركيبة جسم الحشرة

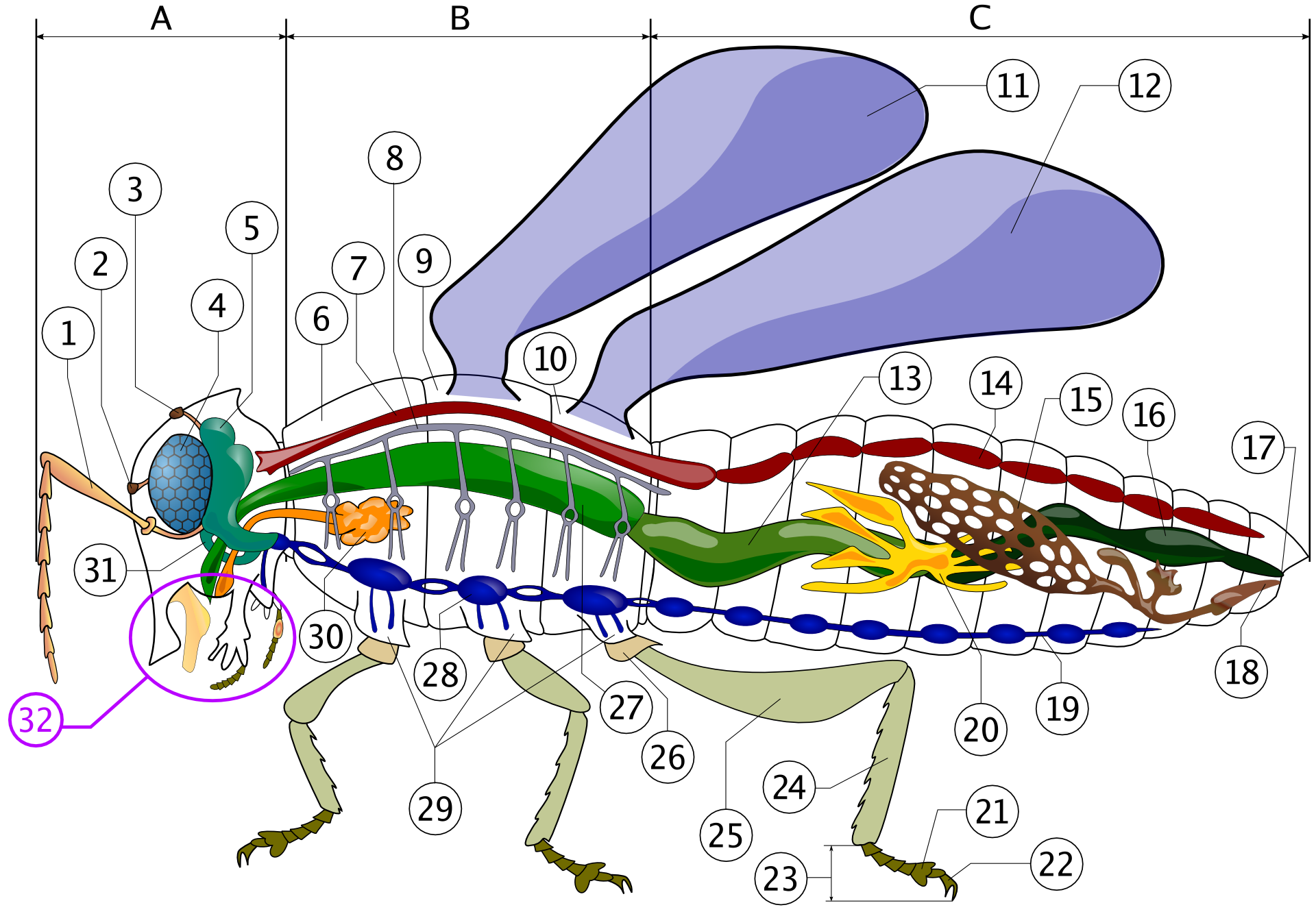
يظهر الرسم الأقسام المختلفة لجسد الحشرات
A: الرأس؛ B: الصدر؛ C: البطن
1. قرون الاستشعار
3. العُيينة العليا
4. العين المركبة
5. الدماغ (المخ)
6. النحر (الفلقة الأمامية من الصدر)
7. شريان الظهر
8. الأنابيب الرغامية (الخرطوم ذو الفوهة التنفسية)
9. الصلا (الفلقة الوسطى من الصدر)
10. مؤخر الصدر (الفلقة الخلفية من الصدر)
11. الجناح الأمامي
12. الجناح الخلفي
13. الأحشاء الوسطى (المعدة)
14. شريان الظهر الأورطي
15. المبيض
16. الأحشاء الخلفية (الأمعاء، المستقيم، الشرج)
17. الشرج
18. قناة البويضات
19. وتر الأعصاب (الكتلة العصبية في البطن)
20. الأنبوب الملبيجي
21. لبد كاحل القدم
22. المخالب
23. الفص الأخير من الرجل
24. الظنبوب
25. الفخذ
26. الرضفة
27. الأحشاء الأمامية (الحوصلة، القانصة)
28. الكتلة العصبية في الصدر
29. الورك
30. الغدة اللعابية
31. الكتلة العصبية المريئيّة
32. أقسام الفم

تمتلك الحشرات أجسادا مقسّمة يغطيها هيكل خارجي مكون من صفائح صلبة من مادة الكيتين وبروتينات. وتغطي هذه الصفائح مادة شمعية لتقيها من الماء وتمنع الأنسجة الداخلية من الجفاف. يُقسّم الجسد إلى ثلاثة أقسام مميزة عن بعضها إلا أنها تبقى مترابطة، وهذه الأقسام هي: الرأس، الصدر، والبطن. يتكون الرأس من قرنيّ استشعار، زوج من العيون المركبة، وما بين عين إلى ثلاثة عيون بسيطة (عُيينة)، وثلاثة أقسام متناسبة تشكّل أقسام الفم. يتصل بالصدر ستة قوائم مقسّمة، حيث يوجد على كل قسم من الأقسام التي تشكل الصدر (النحر، الصلا، ومؤخر الصدر) زوج من القوائم، بالإضافة لجناحين أو أربعة أجنحة إن كانت الفصيلة من ذوات الأجنحة. يتألّف البطن من أحد عشر قسما، قد يقل عددها أو تدمج ببعضها أحيانا، كما ويحوي معظم أجهزة الهضم، التنفس، التناسل، وغدد الإفرازات.

### الهيكل الخارجي
يشكل شكلها العام. والرأس فيه أعضاء الحس وبه المخ الفم. وبطنها طويل لتهضم به الطعام. وبه توجد الأعضاء الجنسية. ولو أن هذه الأربعة صفات غير حقيقية، لا يمكن وصف الحيوان بأنه حشرة. فالعنكبوت لا يعدّ حشرة لأن له 8 سيقان وليس جسمه مكونا من 3 أجزاء، وكذلك الدودة المئوية (أم أربعة وأربعين) والدودة الألفية لهما أرجل عديدة، ولهذا لا يعدّان حشرات. والحشرات هي اللافقاريات الوحيدة التي تطوّرت قدرتها على الطيران، وقد لعب ذلك دورا كبيرا في نجاحها؛ ورغم أن معظم الحشرات لها زوج أجنحة أو زوجين إلا أن هذا ليس شرطا لتصنيفها كحشرة. إن طيران الحشرات غير مفهوم بشكل كامل، وهي تعتمد في طيرانها على الحركات غير المتناسقة في الهواء، وتستعمل مجموعات الحشرات البدائية العضلات لتحريك أجنحتها بشكل مباشر، أما المجموعات الأكثر تطورا فتمتلك أجنحة قابلة للطي تقوم بتحريكها باستخدام عضلات تعمل على حائط الصدر وتقوم بتحريك الأجنحة بشكل غير مباشر. وهذه العضلات قابلة للانقباض عدّة مرات كلّما وصلتها رسالة عصبية مما يسمح بخفقانها بشكل أسرع من العادة.
وعلاوة على أن الحشرات صغيرة الحجم إلا أنها ليس بها فقرات بالظهر، ولهذا يطلق عليها اللافقاريات. وعضلاتها ترتبط بالجدار الداخلي لهيكلها الخارجي. وهذا الهيكل لا ينمو مع الحشرة ولكنهُ ينسلخ كل مدة. وهذه العملية يطلق عليها الانسلاخ التبديلي أو التقشير. ومعظم الحشرات البالغة لها عينان مركبتان كبيرتان ومنفصلتان عن بعضهما، وكل عين تتكون من آلاف العدسات. وحاسة الشم لدى الحشرات تتركز في قرون الاستشعار، وقليل منها كالنمل والنحل واليعسوب لها أعضاء تذوق فوق قرون استشعارها.
يتألف الهيكل الخارجي للحشرة، والذي يعرف باسم الإهاب، من قسمين. الأول منهما طبقة خارجية رقيقة مشمّعة تمنع تسرّب المياه ولا تحوي شيئا من مادة الكيتين، أما الثاني فيقع تحت القسم الأول وهو كيتينيّ وأكثر سماكة منه حيث يتألف من طبقتين. تسمّى الطبقة الأولى بالإهاب الخارجي بينما تسمى الثانية بالإهاب الداخلي؛ وتتكون هذه الطبقة الأخيرة، القويّة والطيّعة بنفس الوقت، من عدّة طبقات من ألياف الكيتين والبروتين التي تتقاطع مع بعضها بنمط عمودي، بينما يكون الإهاب الخارجي متعرّج وقاسي. وتقل نسبة تغطية هذه الطبقة لجسد الحشرة بالنسبة للعديد من الحشرات الطريّة الجسد، وبشكل خاص تلك التي لا تزال في مرحلة اليرقة (مثلا اليساريع).

### قرنا الاستشعار
قرنا الاستشعار في الحشرة يعطيها معلومات عن العالم الخارجي عن طريق الشم؛ حيث أن هذه القرون مبطنة بأعصاب شم حساسة لتمكنها من التعرف على الطعام والفورمونات التي هي عبارة عن جزيئات تفرزها الحشرة لجذب الحشرات الأخرى من نوعها للتزاوج ولهذه الفورمونات أهمية جنسية كبيرة ولاسيما للحشرات الاجتماعية من شاكلة النمل ونحل العسل ومن خلالها يمكن لهم تمييز رفاقهم من الدخلاء وتبادل المعرفة بينهما عن مصادر الطعام أوالخطر. بينما أنواع أخرى من الحشرات مثل البعوضة يمكنها من خلال قرني استشعارها تمييز الروائح والأصوات معا. ويمكن لفراشة دودة القز التعرف على فورمونات الأنثى من على بعد عدة أميال.

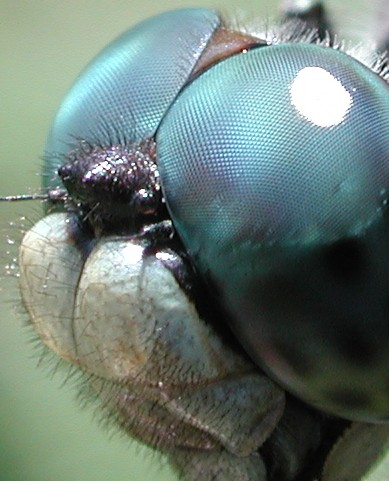
عيون اليعسوب.

### العيون
معظم الحشرات البالغة لها عينان مركبتان كبيرتان ومنفصلتان عن بعضهما. وكل عين تتكون من آلاف العدسات، وفي رأس الحشرة يوجد عينان جاحظتان مركبتان كل عين تتكون من عيون سداسية عديدة يطلق عليها «عوينات» وكلها تشترك في تكوين الصور التي يراها النحل بالمخ وتعطي صورا أقل تفصيلا من عيون الإنسان للعالم الخارجي. ويختلف عدد العوينات بين الفصائل المختلفة للحشرات، فبينما تمتلك شغالات النمل بكل عين 50 أو أكثر من العوينات يمتلك اليعسوب بكل عين 20 ألف عوينة ليكون حريصا على اصطياد الحشرات وسط الهواء. ومعظم الحشرات الطائرة لها 3 عيون بسيطة إضافية تقع في مثلث بأعلى الرأس ويمكنها تلقي الضوء لكنها لاتصنع صورا شيئية. وقد أكتُشف أنه لو اسودت عيون الذبابة البسيطة، فإنها لا تتحرك حتى في وسط النهار، ولهذا يلجأ البشر إلى إطفاء الضوء أو إغلاق النوافذ نهارا ليهرب الذباب من الحجرة.

### الفم
يقع الفم في منطقة الرأس ويتألف من أجزاء تختلف باختلاف طعامها، فالحشرات آكلة الأوراق لها فكوك متحركة وحادة لتقطيع الأوراق بينما الفراشات التي تعيش على الرحيق ليس في فمها فكوك لكنها تتناول النكتار بواسطة لسانها ألخرطومي الماص والذي تلفه بالفم عندما لا تستعمله. وأنثى البعوض بفمها مخراز رفيع تمتص به الدم بينما الذبابة لها وسادة صغيرة لتنقط لعابها فوق الطعام وتكسيره وتذويبه لتمتصه بخرطومها الرفيع.

### الصدر
يقع خلف رأس الحشرة مباشرة وترتبط به الأجنحة والسيقان، وفي بعض الأنواع مثل الخنفساء تكون الأرجل الستة متطابقة. لكن في حشرات أخرى كل زوج سيقان له شكله المختلف قليلا. ويقع الصدر خلف الرأس ويتصل به الأرجل والأجنحة. وتتميز بعض الحشرات بعضلات أرجلها الخلفية القوية لتساعدها على القفز من شاكلة الجنادب والبراغيث. وبالصدر توجد الأمعاء الأمامية التي تتصل ببقية الأمعاء بالبطن خلفه.

### الأجنحة

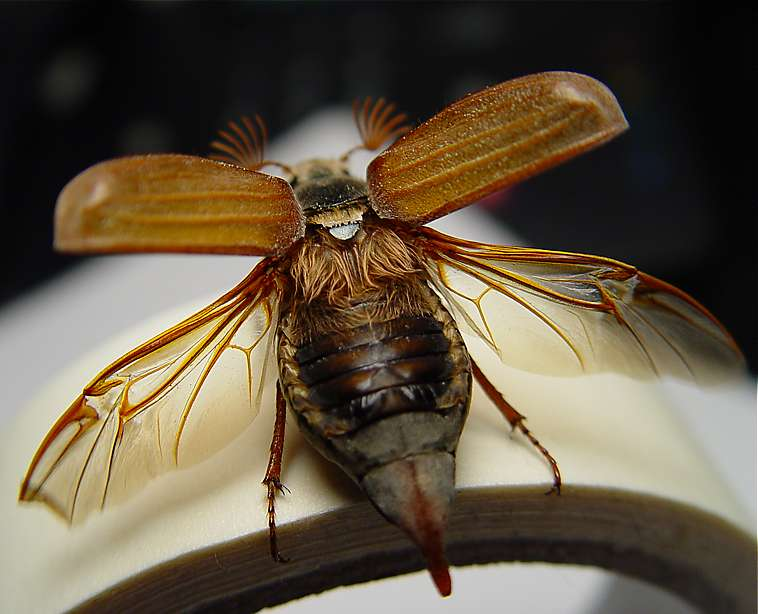
بقة مايو أو بقة أيار وقد فردت أجنحتها استعدادا للطيران.

للحشرات أجنحة رقيقة تضرب بهما بسرعة لتمكناها من الإقلاع والطيران أو المناورة، كما ويمكن لأجنحتها الرفرفة بسرعة والإلتواء أو تغيير اتجاهها في الهواء لتتمكن من التوقف في مكانها أو الرجوع للخلف. والحشرة تطير لعدة أسباب من بينها الهروب من الأعداء حتى لا تفترسها، أو ساعيةً للحصول على الطعام أو للحصول على شريك لتتزاوج معه. والحشرات اللافقارية هي النوع الوحيد من الحشرات التي تمتلك أجنحة تمتد من الهيكل الخارجي على عكس الطيور. تتكون أجنحة الحشرات من طبقتين من جلد صلب رفيع مرصع بأوردة بها هواء أو دم، أما أجنحة الفراشات مغطاة بقشور تعطي للأجنحة لونها المميز نتيجة لوجود حواف وتجاوبف دقيقة فوقها تعكس الضوء من خلال وقوعه عليها بزوايا معينة، فتبدو خضراء أو زرقاء اللون. وبخلاف أرجل الحشرة فأجنحتها ليس فيها أي عضلات. اما عضلات الصدر تفرد لأعلى أو لأسفل كي تتمكن الحشرة من الطيران.

### البطن
تقع الأعضاء التناسلية لكل من الذكر والأنثى في البطن، ويقسّم البطن إلى ما بين 10 و11 قسما متصلة بمفاصل تساعدها على الحركة والمرونة أكثر من الرأس والصدر. ويمكن للحشرات أن تمد بطنها لتضع البيض أو تلتوي لتلدغ به كما وتمتص الطعام والمواد الغذائية وتخرج الفضلات وتتنفس الأكسجين من الهواء بواسطته.

### دم الحشرة
دم الحشرات لا يحمل الأكسجين لبقية الجسم عكس معظم باقي الحيوانات التي تحمل الهيموغلوبين الأحمر وبه الأكسجين، ولهذا دم الحشرات لا لون له غالبا أو يكون مائي أخضر خفيف. والحشرة تدفع الدم من خلال وعاء الأورطى الذي يمتد بطولها، وبه ما يشبه مضخة القلب لدفع الدم ليعود الدم من خلال الفراغات بالجسم، وفي بعض الحشرات يمثل الدم بجسمها 30% من وزنها بينما في جسم الإنسان يمثل 8% من وزنه. والحشرات بما أنها من ذوات الدم البارد فإن درجة حرارتها متغيرة وتقاس بدرجة حرارة البيئة من حولها، وعدد نبضات قلبها قد تصل إلى 140 نبضة في الدقيقة في الجو الدافئ بينما في الجو البارد قد يصل معدل نبضها إلى نبضة واحدة كل ساعة.

### التنفس وتدوير الأكسجين
إن الحشرات تتنفس بدون أن تمتلك رئتين، وإنما تقوم بتدوير الأكسجين عبر نظام تفرعي يضم أنابيب مملوءة بالهواء تسمي القصبات التي تصل لعمق جسم الحشرة ولتصل لكل الخلايا وهي متصلة بالهواء الخارجي بفتحات دائرية دقيقة بطول البطن. وفي الحشرات الكبيرة توجد أكياس هوائية كما في اليعسوب والجنادب وكلها متصلة بهذه القصبات لتسرع بها التنفس بعصرها لتمتص الهواء من الخارج. وبما أن الأكسجين يصل بشكل مباشر مختلف عن الطريقة التي يصل بها إلى مختلف أنحاء أجساد الطيور والثدييات، فإن جهاز الدوران لا يستخدم لحمل الأكسجين وبالتالي فإن حجمه يتقلّص بشكل كبير حيث لا يحوي أي أوعية دموية مغلقة (مثل الشرايين والأوردة) بل مجرّد أنبوب ظهري ينبض بشكل متواصل لينقل الدماء عبر الجسد.

### الجهاز الهضمي
يوجد الجهاز الهضمي بالحشرة في المعي الأمامي بالرأس حيث يخزن الطعام وأحيانا يحلله، وفي المعي الأوسط حيث يهضمه ويمتصه، وفي المعي الخلفي حيث يحافظ على التوازن بين الماء وإخراجه. ويوجد لدى بعض الحشرات كالفراشات مضخة أنبوبية في حلقومها تسمى البلعوم تمكنها من امتصاص الرحيق. والحشرات التي تلتهم الطعام الصلب كالخنافس والجنادب، لها أسنان قوية لتقطيع الطعام قبل هضمه. وهناك البعض من الحشرات التي تتغذى على أنواع أكثر صلابة من الطعام فالنمل الأبيض مثلا يأكل الخشب، لهذا وجد بالمعي الخلفي ملايين الكائنات الدقيقة لتكسير السيليلوز به.

### الجهاز العصبي
بالحشرات جهاز عصبي متطور للغاية يمكن تقسيمه إلى حبلين من الأعصاب يمتدان بطول كل الجسم، والمخ الذي يجمع كل المعلومات من جميع الأعضاء الحسية. يتكوّن الرأس (المؤلّف من ستة مقاطع معلّقة ببعضها) من ستة أزواج من الكتل العصبية، وتلتحم الأزواج الثلاثة الأولى بالمخ بينما تلتحم الثلاثة الأخرى بقسم من الجسد يسمّى بالكتلة العصبيّة المريئيّة.
تمتلك الحشرات كتلة عصبية واحدة على كل جهة من أقسام الصدر المختلفة والتي تتصل ببعضها لتشكل زوجا من الكتل العصبية تتوزع بمعدل زوج واحد للقسم. ويظهر هذا التقسيم أيضا في البطن ولكن في الأقسام الثمانية الأولى منه. تمتلك العديد من فصائل الحشرات أعداد أقل من الكتل العصبية مما هو مألوف عادةً، وذلك يعود إما لاتحادها مع بعضها أو لتناقصها؛ فالبعض من فصائل الصراصير تمتلك ستة كتل عصبية فقط في البطن، بينما يمتلك الدبور الأوروبي كتلتين فقط في الصدر وثلاثة في البطن، كما أن فصائل أخرى مثل ذبابة المنزل تمتلك جميع الكتل العصبية متحدة في كتلة عصبيّة صدريّة كبيرة.
وحتى فترة قريبة جدا، لم يكن أحد بعد قد وثّق وجود الخلايا العصبية التي تحدد وتنقل الشعور بالألم لدى الحشرات، إلا أن اكتشاف هكذا خلايا مؤخرا في يرقات ذباب الفاكهة يفترض عكس هذا، ويزيد من صحة الفرضية التي تقول أن بعض الحشرات على الأقل تشعر بالألم.

## حياة الحشرة

### التكون
كثير من الحشرات تولد لتبقى صغيرة، فمعظم الحشرات تبدأ حياتها داخل البيضة حيث تكون محمية بغلافٍ صلب. تضع الحشرات عدداً كبيراً من البيض، فأنثى الذباب المنزلي مثلاً تضع 1000 بيضة خلال أسبوعين فقط؛ وعندما تفقس بيوضها؛ القليل فقط من صغارها يبقى على قيد الحياة، حيث يعتمد ذلك على البيئة التي تعيش فيها الحشرة، أي إن كانت تؤمن لها معظم متطلبات حياتها على الأقل وكان فيها قليل من الضواري. وكمعظم الحيوانات البدائية التي تفقس من البيض فإن الحشرات تختلف شكلاً عن والديها عند التفقيس، فهي تفتقد للأجنحة والوظائف الجنسية وفي بعض الأحيان لا يكون لها أي سيقان.وعندما تنضج يكون شكلها قد تغير من خلال التطور.

### التطور
إن معظم الحشرات تفقس من البيض الذي تضعه الأم على أوراق النباتات أو في الماء أو الجحر وغير ذلك من الأماكن، إلا أن البعض منها يتكوّن في بيض بداخل جسد الأم ومن ثم يولد حيّا، إلا أنها جميعا تمر بعدّة مراحل من التغييرات أثناء نموها (الانسلاخ الداخلي أو التقشير)، والسبب الذي يجعل الحشرات تقشّر هيكلها الخارجي يعود إلى أن الأخير غير ليّن حيث يضيق على الحشرة أثناء نموها، وبعد أن تطرح الحشرة هيكلها القديم تكبر في حجمها وينمو لها هيكل جديد.
معظم الحشرات تمر بأحد نوعين من التطور هما التطور الكامل أو التطور الناقص، فاليعاسيب والجنادب، والجداجد من بين الحشرات التي تمر بمرحلة التطور غير الكامل حيث يبدو الفرق بين الحشرات البالغة وصغارها واضح. فالصغار التي يطلق عليها «حوريات» تنمو بالتدريج في الشكل، وينسلخ عنها هيكلها الخارجي ليصبح جسمها بالغا وكامل النمو والشكل وتنمو معها الأجنحة من براعمها للخارج مع الانسلاخ الأخير وتصبح قادرة على الطيران بعد أن تجف أجنحتها.
وفي حالة النمو التحويلي الكامل كما في الفراشات والعث والخنافس والنحل والذباب المنزلي، يطلق على الصغار اسم اليرقات التي تبدو مختلفة تماما عن الحشرة الأم حيث تشبه بشكلها شكل الدودة، وتقسّم اليرقات من حيث شكلها إلى 5 أشكال مختلفة: شبيهة اليسروع، شبيهة الدويدة، الطويلة المفلطحة النشيطة، شبيهة الدودة الشريطيّة، وشبيهة يرقة الذباب. وعندما تنمو اليرقة لحجمها الكامل وتدخل في مرحلة العذراء يتغير شكلها تماما، حيث تحاط بشرنقة واقية، وهناك أيضا ثلاثة أنوع من العذراء: المغمّدة (حيث تكون العذراء مضغوطة مع أرجلها وكامل أعضائها الخارجية)، شبه المغمّدة (حيث تكون أرجل العذارء وأعضائها الخارجية ممددة وطليقة)، وغير المغمّدة (حيث تتطور العذراء بداخل جلد اليرقة). ويتحول جسم العذراء ليصبح حشرة بالغة تخرج من الشرنقة ويضخ في أجنحتها الجديدة الدم قبل أن تصبح قادرة على الطيران. وبمجرد وصول الحشرة لمرحلة البلوغ تتوقف عن النمو وتوجه كل طاقتها للتناسل، وفي بعض الحشرات مثل خنافس الخشب فإنها تظل عقدا كحورية وشهورا قليلة كحشرة بالغة، بينما ذبابة مايو أو ذبابة أيار البالغة تعيش يوما واحدا، وتضم هذه المجموعة الحشرات الأكثر نجاحا واتنشارا على وجه الكرة الأرضية.
يتغير شكل الحشرة بشكل كبير أثناء مرحلة العذراء حيث تخرج من هذه المرحلة إما بالغة كاملة تشابه والديها، أو تخرج غير مكتملة في بعض الأحيان، وقد طوّر البعض من الحشرات المقدرة على التحوّل إلى نوع آخر من اليرقات حتى. ومن الأمثلة على الحشرات التي تتحول تماما إلى شكل آخر الفراشة. تُظهر بعض فصائل الحشرات مثل الزنابير الطفيليّة حالة التعدد الجنيني، وهي الحالة التي يفقس فيها من بيضة واحدة مخصبة العديد من الصغار وفي بعض الأحيان الآلاف منها. ومن أشكال التكاثر والتطور الأخرى: التكاثر المفرد أو البسيط، تعدد الأشكال، التشكّل الجنسي، التوالد البكري، والتوالد الخنثوي أو التخنيث في حالات نادرة.

### التزاوج

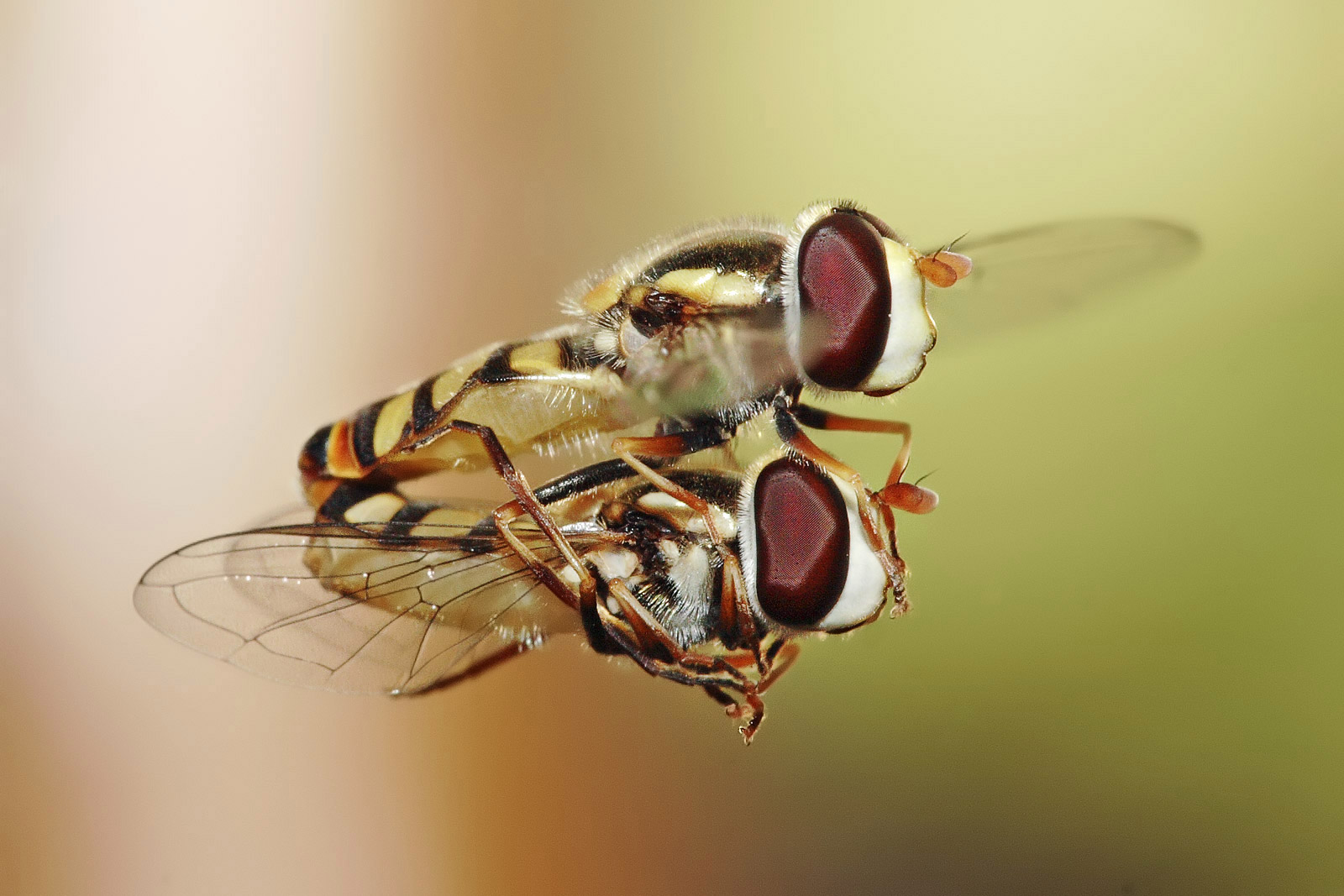
ذبابتين حوّامتين تتزاوجان في الهواء

إن الهدف الأول لمعظم الحشرات البالغة هو العثور على شريكه من خلال إتباع عدة طرق من بينها الأصوات والرائحة واللمس أو إصدار أضواء مبهرة كاليراعة. وكل نوع له نداءاته الخاصة ودعوته للتزاوج. وقد تُسمع أصوات الحشرات الصغيرة حتى من على بعد، كما تُسمع أصوات الدعوة للتزاوج للجداجد من مسافة قد تصل كيلومتر ونصف. وهناك حشرات إناثها تبحث عن الذكور وهناك ذكور تبحث عن الإناث، ومعظم الحشرات لها تلقيح داخلي وهذا معناه أن الحيوان المنوي والبويضة يلتصقان معا داخل الأنثى على العكس من الإخصاب الخارجي حيث تخصب الذكور البويضات التي تفرزها الأنثى كما يحدث بالمياه. وهناك ذكور تلقي بحيواناتها المنوية على الأرض لتلتقطها الأنثى وتلقح بها نفسها داخليا، وفي معظم الأحيان الذكر والأنثى يتزاوجان معا. وفي الحشرات المفترسة يكون الذكر أقل حجما من الأنثى، وفي العادة يكون معرض لتأكله الأنثى بعد الجماع؛ لهذا فإن بعض الذباب يقدم لأنثاه حشرة صغيرة لتجنب هذا المصير ولتلتهي بأكلها أثناء العملية الجنسية، أماإن جاءها خالي الوفاض تأكله ابتدأ من رأسه.

### حفظ النوع
هناك البعض من الحشرات التي تبعثر بيضها وتتركه، والبعض الآخر تضع بيضها في جذوع الشجر أو في أنسجة حيوانات ميتة أو تلصق البيض فوق ظهر الذكر بعد الجماع. والصراصير والجنادب تضع بيضها مغلقا في مادة أسفنجية مكونة كتلة من البيض، وقليل من أنواع الحشرات لا تعتمد على الإخصاب حيث تبيض البويضات غير الملقحة بها نصف عدد الكروموسومات لتتضاعف وتنمو كأنها خصبت، ولا تحتاج أنثاها للتزاوج وهذا شائع في حشرات المن والحشرات الصغيرة التي تتغذى على عصير النباتات، ولا سيما في الربيع حيث يكثر عصير الغذاء وعندما يشح الغذاء بالصيف تلجأ إلى التكاثر الجنسي. وإجمالا يمكن القول بأن معظم الحشرات تتأكد أن بيضها قريب من مصدر للطعام بعد أن تضعه.

## السلوك الاجتماعي
تعتبر الحشرات الاجتماعية، من شاكلة النمل الأبيض (أو الأرض كما يُعرف)، النمل، والعديد من فصائل النحل والزنابير والدبابير، أكثر فصائل الحيوانات الاجتماعية المنظمة شيوعا؛ فهي تعيش في مستعمرات منظمة متناغمة حيث يتشابه جميع أفرادها جينيّا لدرجة جعلت البعض من العلماء يفترض أحيانا أن المستعمرة بكاملها تعتبر كائنا عضويّا واحدا. يُعتبر في بعض الأحيان أن الفصائل المختلفة من نحل العسل هي اللافقاريات الوحيدة (وإحدى المجموعات غير البشرية القليلة) التي طوّرت نوعا من التواصل الإيحائي أو التواصل بالإشارة (عندما يعبّر هذا النوع من التواصل عن معلومة معينة تتعلق بشيئ ما في بيئتها)، وتسمّى هذه الطريقة التي يعتمدها النحل «لغة الرقص» أو «الرقص الاهتزازي» - حيث ترقص النحلة باتجاه زاوية معينة تمثّل اتجاها بالنسبة لموقع الشمس، تمثّل طول مدة الرقصة المسافة التي يجب اجتيازها للوصول إلى الموقع المحدد.

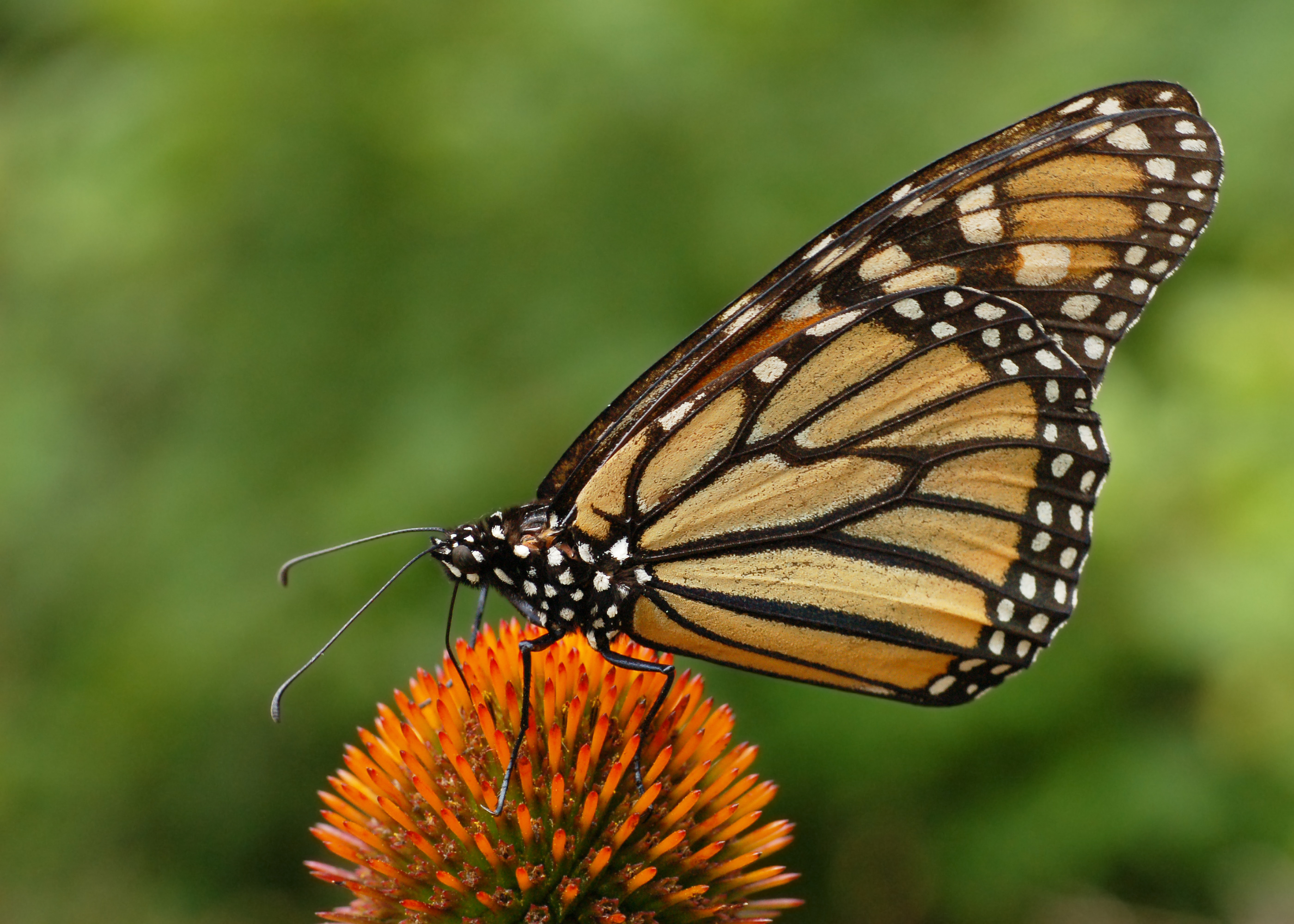
فراشة ملكية.

وحدها الحشرات التي تعيش في أعشاش أو مستعمرات تُظهر مقدرة حقيقية على معرفة الاتجاه أي تظهر السلوك المعروف بالسلوك «الزاجل» (لها المقدرة على معرفة الاتجاه إلى وكرها) - إلا أن هذا السلوك يعدّ معقدا وهو يمكّن الحشرة من العودة إلى جحر واحد يبلغ قطر فتحته بضعة ميليمترات فقط من بين آلاف الفتحات المتطابقة مع بعضها والمتقاربة، بعد أن تكون قد تنقلت لعدّة كيلومترات؛ طالما لم تمرّ سنة منذ آخر فترة رأت فيها الوكر، وهذا ينطبق أيضا على الحشرات التي تسبت شتاءً حيث تستطيع أن تعثر على وكرها أيضا بعد أن تستيقظ. والقليل من الحشرات يهاجر، إلا أن هذا لا يعدّ هجرة بالمعنى الصحيح للكلمة بل مجرّد تحليق لمسافات طويلة وغالبا ما يشمل المناطق الكبيرة الواسعة، مثل أراضي تمضية الشتاء لدى الفراشة الملكية.
السلوك الحشري يتحكم فيه الجهاز العصبي المركزي بها ولهذا تتفاعل الحشرات مع البيئة المحيطة ومع زملائها من نفس النوع. فالعث تطير للضوء المبهر رغم ما قد يكون الضوء ساخنا ولا يمكنها مقاومة غريزتها نحو هذا الضوء، كما أن الحشرات بصفة عامة مبرمجة لتسلك سلوكا معقدا طوال حياتها اليومية، فتتعامل بنجاح مع مئات المواقف كالدفاع عن النفس وضد هجوم الأعداء والبحث عن الطعام أو على شريك للتزاوج.

### الحماية

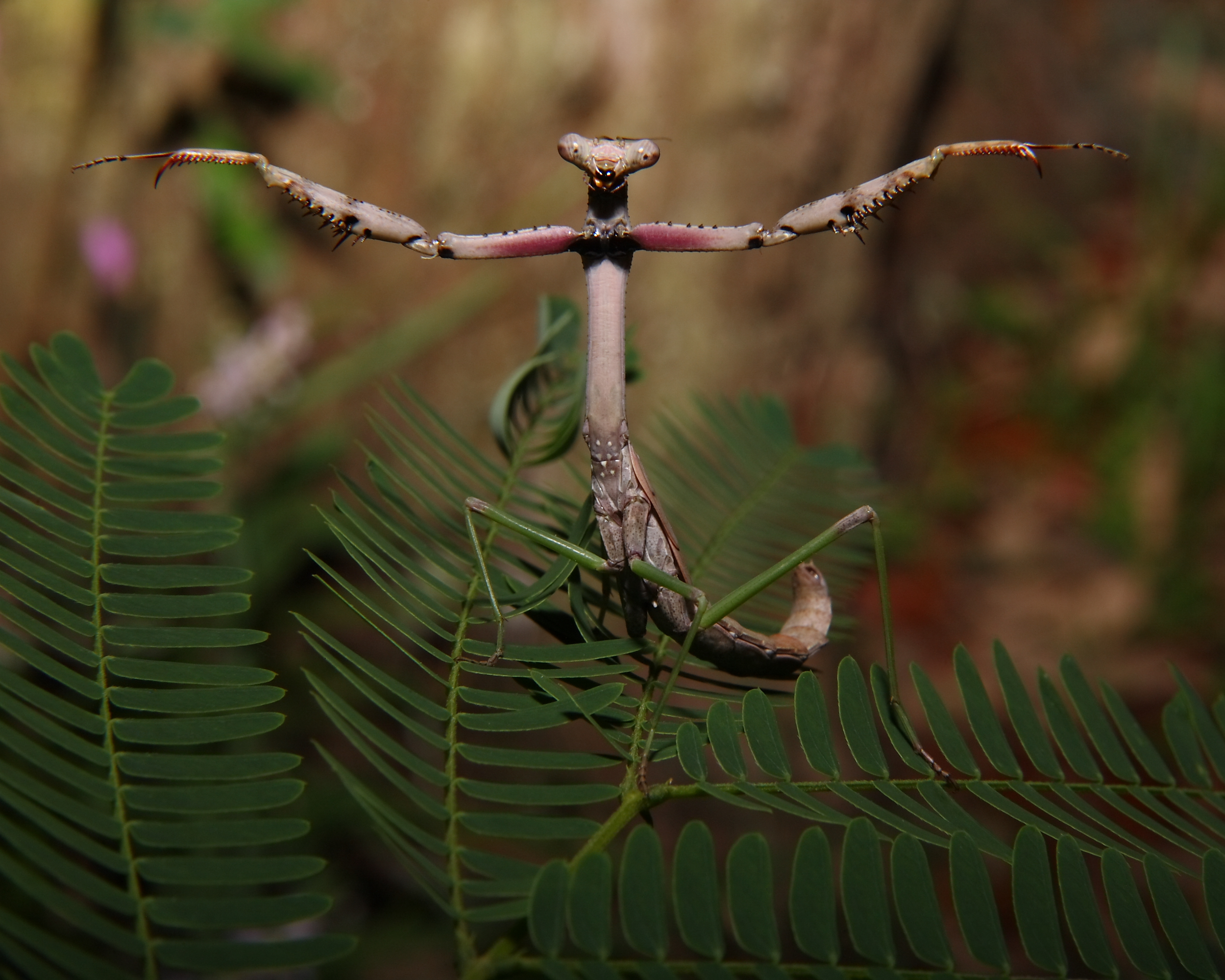
سرعوف مصلّي متخذا وقفة عدائية.

عندما تداهم الحشرة حشرة أخرى أكبر منها أو حيوان آخر كالطيور أو الزواحف تلجأ معظمها للهروب السريع والبعض قد يلجأ للدغ العدو أو اتخاذ موقف عدائي. وبعض الحشرات الصغيرة تلقي نفسها على الأرض وتتظاهر بالموت وتعود للحياة عندما يزول الخطر بدلا من أن تهرب، وتقوم الخنافس الطقطاقة بإلقاء نفسها على ظهرها وتخرج مفصلا بسرعة من صدرها يحدث صوتا وتحرك جسمها بسرعة إلى فوق وتحت. وكثير من الحشرات تلقي الحماية من خلال التمويه اللوني أو التحذير اللوني بحيث تبدو كجزء من المكان كما تفعل الفراشات لأنها لا تستطيع الهروب بسرعة من المفترسين، فتخزن كيماويات سامة في أجسامها ولونها الزاهي يحذر المفترسين بأنها غير مستساغة الطعم أو أنها سامة.

### المجتمع
حشرات كثيرة تقضي المراحل المبكرة من حياتها تتغذي معا في مجموعات، وفي بعض الأنواع يتجمع البالغون معا للعيش سويّا والتعاون في البحث عن الغذاء كالنمل والنحل واليعاسب والنمل الأبيض، حيث يجمعهم معا نهج حياتي ولهذا السبب تصنع هذه الحشرات لأنفسها المستعمرات كأسر دائمة تعيش بها معا، وتشارك في العمل لمواصلة الحياة من خلال هذا السلوك الاجتماعي الجماعي. وكثير من هذه المستعمرات الجماعية تكونها أنثى واحدة يطلق عليها الملكة، وبعد تزاوجها تبدأ في صنع عشها لتضع فيه بيضها الذي يفقس إلى شغّآلات وبعدما تنمو صغارها يتولون عمل الملكة الأم لتتفرغ الأخيرة لإنتاج البيض. ومن أهم الحشرات الاجتماعية:

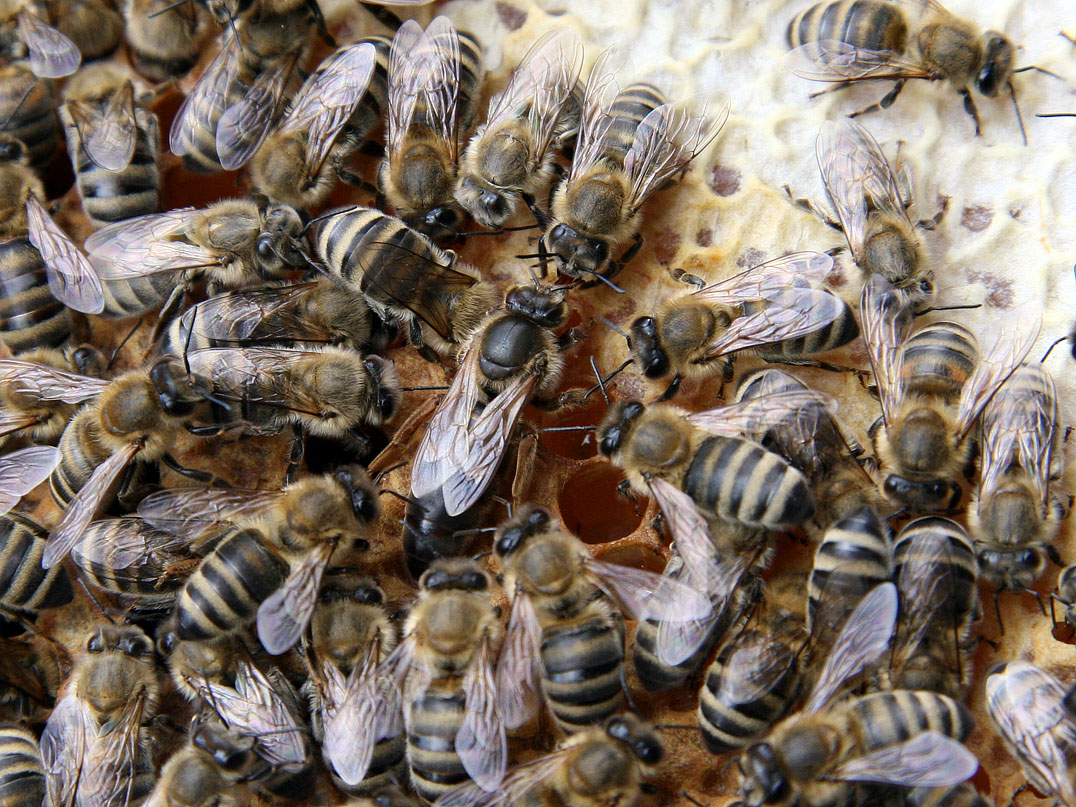
ملكة النحل في الوسط بين العديد من الشغالات.

- النحل: من أشهر فصائل النحل الاجتماعية نحل العسل. تضم خليّة النحل ملكة وبضع ذكور وآلاف الشغالات، ووظيفة الملكة وضع البيض، وهي أحيانا قد تبيض ألفا وخمسمائة بيضة يوميا؛ والبيض المخصب ينتج الملكات والشغالات أمّا غير المخصب فينتج الذكور. وذكور النحل لا تؤدي عملا في الخلية ووظيفتها تلقيح الملكة، وبعد ذلك تموت. وتقوم الشغّآلات بكافة أعمال الخليّة، فتعتني بالملكة والنحل الصغار وتبني الخلايا أو النخاريب الشمعيّة السداسية الشكل حيث يُخزن العسل ويوضع البيض، وهي حرس الخليّة من أصناف النحل الأخرى أو الدبابير السلاّبة، وعند اشتداد الحر تُهوّي الخليّة وتُبردها برفيف أجنحتها. وتعيش الشغالات في الصيف، وهو موسم عمل شاق حوالي ستة أسابيع، أما شغالات الخريف فتعمّر ضعف ذلك أو يزيد. وتعمّر ملكة النحل في العادة بضع سنوات.[65] وعند فقس البيوض في الخلية تُطعم اليرقات غذاءً خاصا تصنعه الشغالات، فتُغذّى يرقات الشغالات بخبز النحل وهو مزيج من العسل وحبوب اللقاح، وتُغذى يرقات الملكات والملكة بالغذاء الملكيّ وهو غذاء خاص تفرزه الشغالات من غدد في رأسها، أما يرقات الذكور فتُغذى خبز النحل مع قليل من الغذاء الملكي.[66]

وعندما تغادر النخروب ملكة جديدة فإنها تطير يوما وتتبعها بعض الذكور فتلقحها وتموت، ثم تعود الملكة مستعدة لوضع البيض. وفي نهاية الصيف تُطرد الذكور المتبقية من الخليّة لتقضي نحبها بردا وجوعا، وفي الربيع قد تضيق الخليّة بالنحل الجديد فتنتقل الملكة مع بعض النحل إلى مكان آخر. تتشابه العادات الاجتماعية للدبابير والزنابير مع تلك الخاصة بالنحل، إلا أنها تختلف في بعض الأشياء فقط مثل أنواع الغذاء.

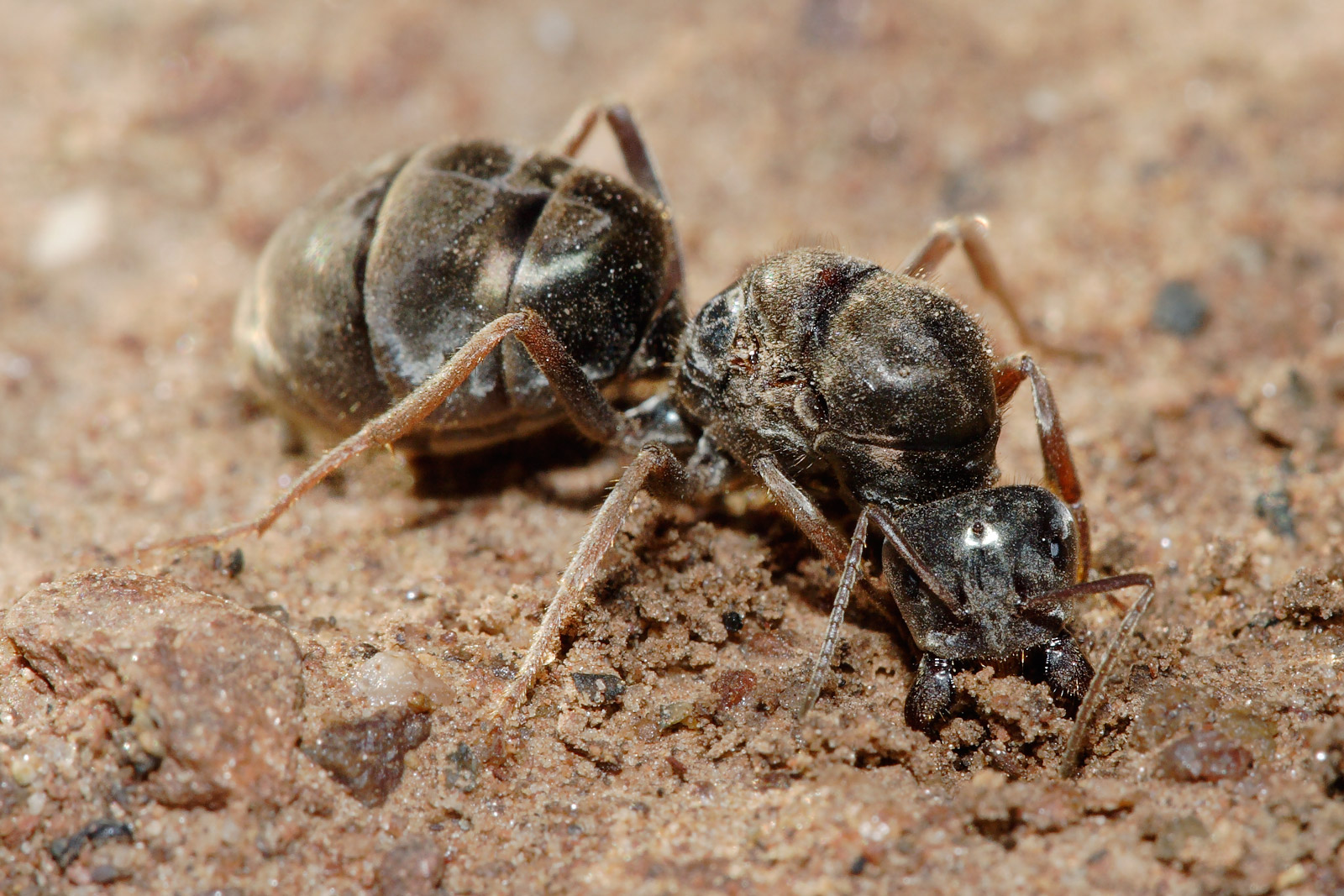
ملكة نمل مخصّبة تبدأ بحفر جحر لها.

- النمل: تعيش النمل في قرى تحت الأرض أو داخل الشجر النخر والنباتات المتحللة، وتحوي قرية النمل من بضع عشرات إلى مئات الآلاف وتضم ملكة أو أكثر وعاملات وذكور. وتعمّر النملة العاملة بضع سنوات وقد تعيش الملكة خمس عشرة سنة، والنمل متعدد الأنواع وينتشر في شتّى أنحاء الأرض ويعرف العلماء منه حوالي ستة آلاف نوع بعضها لاحم وبعضها يتغذى بالبزور. وبعض النمل تستطيب عسل الأرق فتربّي الأرق (وهي حشرات من نوع المنّ) للحصول عليه كما يربي البشر المواشي. وتطير الذكور والإناث أسرابا للتزاوج ثم تموت الذكور وتعود الأنثى أو الملكة إلى الأرض فتقصف أجنحتها وتتخذ لها عشّا أو حجيرة تحت الأرض، وتبدأ بوضع البيض وتنقطع عن الطعام في هذه الفترة. وعندما يفقس البيض تخرج اليرقات عديمة الأرجل فتعتني بها الملكة وتغذيها بلعابها، وتغزل يرقات النمل شرانق تتحول داخلها إلى عذراوات ثم إلى عاملات. وبظهور العاملات يختلف حال العش، إذ تقوم العاملات بحفر حجرات أكبر وأنفاقا وتتولى جمع الطعام من سطح الأرض والاهتمام براحة الملكة الأم، وقد تمر أعوام قبل أن يكتمل نمو قرية النمل.[67]

والنمل السلاّبة هي نوع غريب من النمل يهاجم أعشاش النمل الأخرى فيأسر يرقاتها ويعود بها إلى قريته، وعندما تنقف النملات الأسيرة تعمل عبيدا في عش أسيادها.

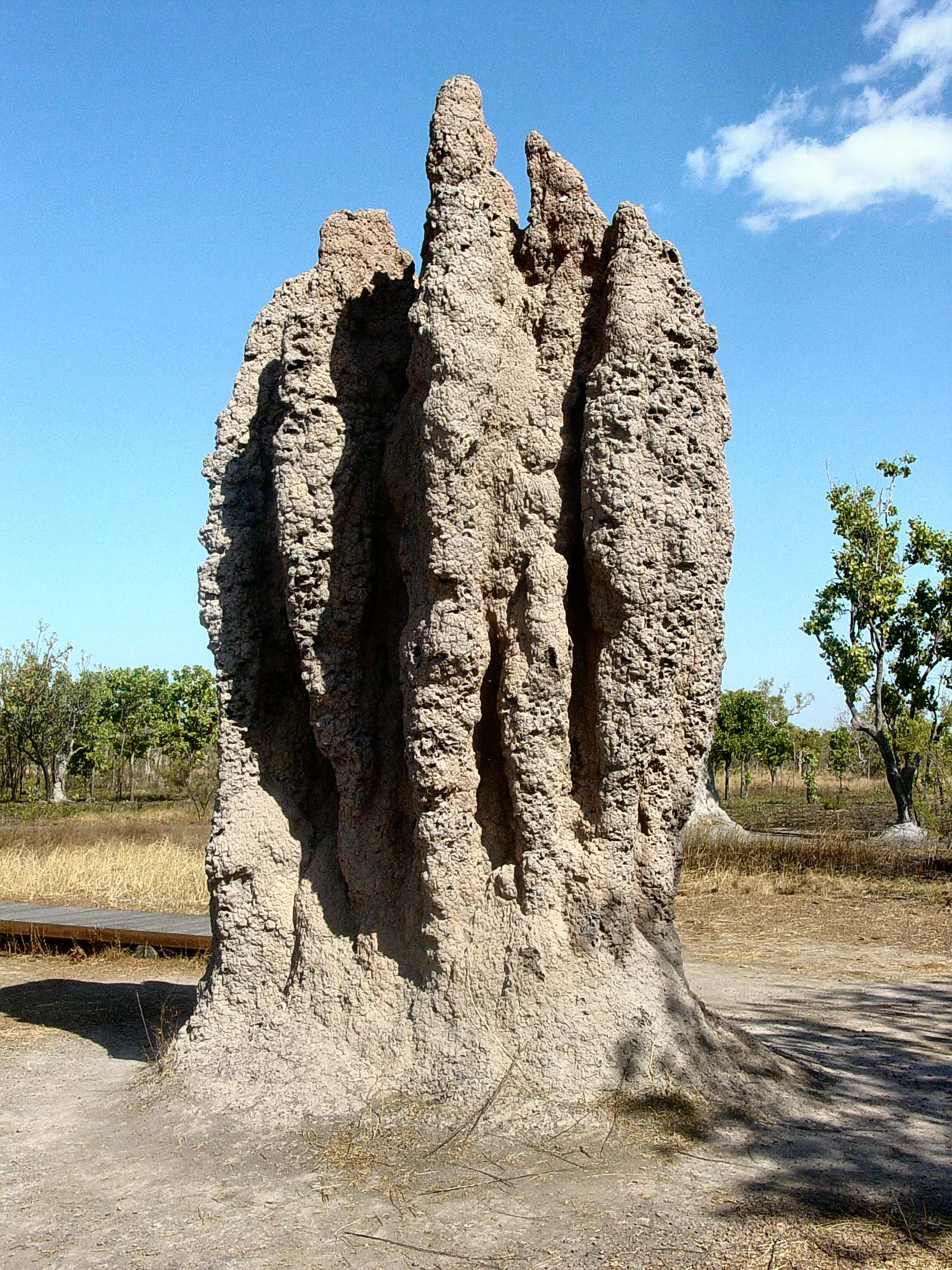
قرية النمل الأبيض قد تتكون من عدة أبنية عجيبة يبلغ علوها بضعة أمتار.

- النمل الأبيض (الأرض): أما النمل الأبيض فتشبه النمل العادي قليلا، لكنها ليست من النمل فعلا، وهي أيضا تعيش في جماعات كبيرة في المناطق الحارة وتبني أعشاشا غريبة كالقلاع من حُبيبات الرمل التي تلصقها معا. وتتخلل هذه المستعمرة شبكة من الأنفاق والحجيرات يُستخدم بعضها لاستنبات بعض النبت الفطري،[68] وتضم المستعمرة حوالي مليوني نملة حول الملك والملكة التي تكون وظيفتهما الوحيدة التزاوج، والنملة الأهم في العش هي الملكة. وبعض الأنواع من الأرض تضع ملكتها 86 ألف بيضة يوميا، ويضم العش أيضا النملات العاملات من بينها شغالات تظل 24 ساعة تهضم ألياف الخشب ومادة السيليلوز التي تأكلها. والإناث التي تصبح ملكة تطعمها الشغالات غذاء كيماويا خاصا للتأكد من نمو الأجنحة وجعلها قادرة على التزاوج ووضع البيض، وقد يصل طول الملكة أربع بوصات، ويضم العش بالإضافة إلى العاملات والملكة والملك أرضات مقاتلة وظيفتها حماية القرية والقتال عند الضرورة.[68] ورغم أن النمل الأبيض نافع للطبيعة لأنه يأكل الأخشاب النباتية الميتة ويغذي التربة، إلا أنه يعدّ ضارا للبشر بما أنه قد ينخر خشب المنازل الريفيّة.

### العناية بالصغار
إن معظم الحشرات تعيش لفترة قصيرة بعد بلوغها، ونادرا ما تحتك أو تتفاعل مع غيرها من الحشرات سوى للتزاوج أو لتتنافس على شريك. يُظهر عددا قليلا من الحشرات شكلا من العناية بصغارها حيث تقوم بحراسة بيضها على الأقل، وفي بعض الأحيان تستمر بحماية صغارها حتى البلوغ، وقد تستمر حتى بإطعامها بشكل متواصل. ومن أشكال العناية الأخرى بالصغار إنشاء عش (جحر أو بناء معيّن سواء كان بسيطا أو معقدا) وتجهيزه ببعض الأساسيات كالطعام، ومن ثم وضع بيضة فوق ما تمّ تجهيزه. ولا تحتك الحشرة البالغة بالصغيرة إلا أنها تستمر بتأمين الطعام لها، ويعدّ هذا الشكل من العناية الأبويّة نمطيّا لدى أنواع مختلفة من النحل والزنابير والدبابير.

## الحواس والاتصالات السلوكية

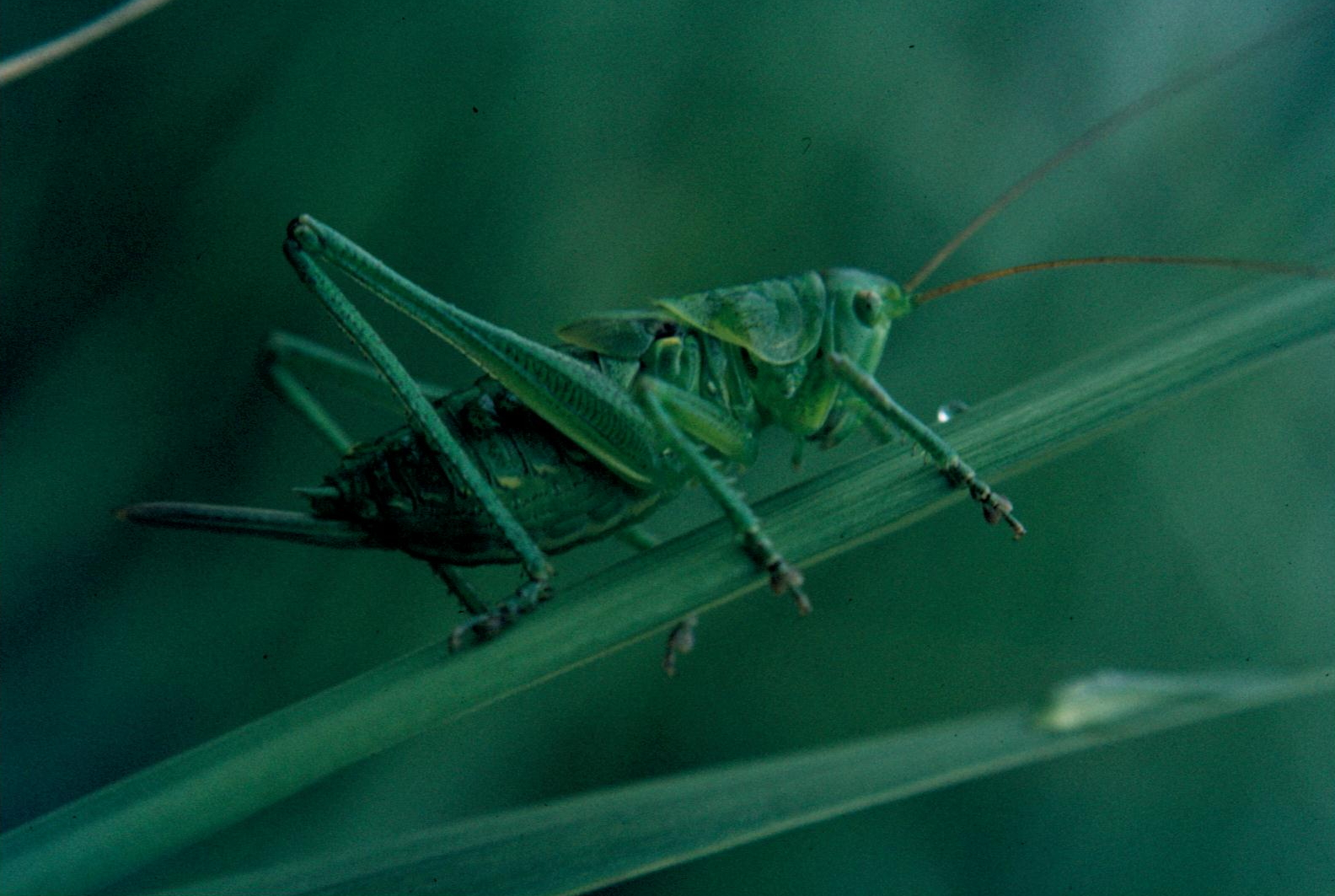
جدجد الآجام الأخضر الكبير، إحدى أنواع الحشرات المُصدرة للصوت.

وسائل الاتصالات أساسية ومتعددة ومتنوعة بين كل الحشرات، وهي تلعب دورا حيويا فيما بينها، فالعديد من الحشرات يمتلك أعضاءً حسيّة حساسة جدا أو متخصصة بحاسّة واحدة أحيانا، ففي الظلام والتزاحم في بيوتها يُلاحظ أنها ترسل رسائلها باللمس والشم، وبعض الحشرات كالنحل تستطيع أن ترى موجات الأشعة مافوق البنفسجية أو تحدد أشعة الضوء المستقطب، وملكات النحل وفصائل الدبابير والزنابير المختلفة تفرز كيماويات طيارة بالهواء تسمى الفورمونات تنشط أعضاء المستعمرة للعمل كوحدة واحدة، ولو أقدمت حشرات غريبة على وطأ العش فإنها تتسارع لمهاجمتها بسرعة. وكذلك الأمر بالنسبة للعث، فالذكور منها قادرة على تحديد فورمونات الأنثى بواسطة قرونها الاستشعارية من على بعد العديد من الكيلومترات. وتتبع الحشرات الاجتماعيّة وسائل مختلفة للتواصل مع بعضها، فعند البحث عن الطعام مثلا تقوم إحدى النملات الشغّآلة بإطلاق روائحها في خط سيرها لتتبعها الشغالات الأخرى ات للعثور على مورد الغذاء والعودة به للوكر، بينما نحلة العسل الشغالة ترقص لتشير إلى أماكن الطعام لزملائها التي تتجه إليه مهما كان بعيدا عن القفير (حتى ولو كانت على بعد 10 كم).
هناك علاقة عكسيّة بين حواس الرؤية، اللمس، والشم لدى الحشرات؛ فكلما كانت إحداها حادة يُلاحظ أن الأخرى تكون أقل أهمية بالنسبة للحشرة أي أقل حدة، فالحشرات ذات العيون المتطوّرة يكون لديها في العادة قرون استشعار بسيطة أو قصيرة والعكس صحيح. وهناك مجموعة من الآليات التي تميّز الحشرات بواسطتها الصوت، إلا أنها ليست مألوفة ومشتركة بين جميع الفصائل، إلا أن النمط العام يُظهر بأنه إن كانت الحشرة قادرة على إصدار الأصوات فهي قادرة على سماعها أيضا إلا أن نطاق تلقيها للموجات الصوتيّة ضيّق جدا بحيث قد يكون مقصورا فقط على الموجات الصوتية التي يُصدرها النوع بنفسه دون أي أصوات أخرى. إن بعض أنواع العث الليليّة قادرة على تلقّي الأصوات مافوق السمعيّة التي تصدرها الخفافيش، وهي بهذا تستطيع أن تتفادى الافتراس؛ كما وإن بعض الحشرات المفترسة أو الطفيليّة قادرة على سماع الأصوات الخاصة بطريدتها أو مضيفتها، وللحشرات مصاصة الدماء بنية حسيّة خاصة تساعدها على تحديد الأشعة تحت الحمراء، وهي تلجأ إلى هذه الطريقة لتحديد موقع مضيفها.

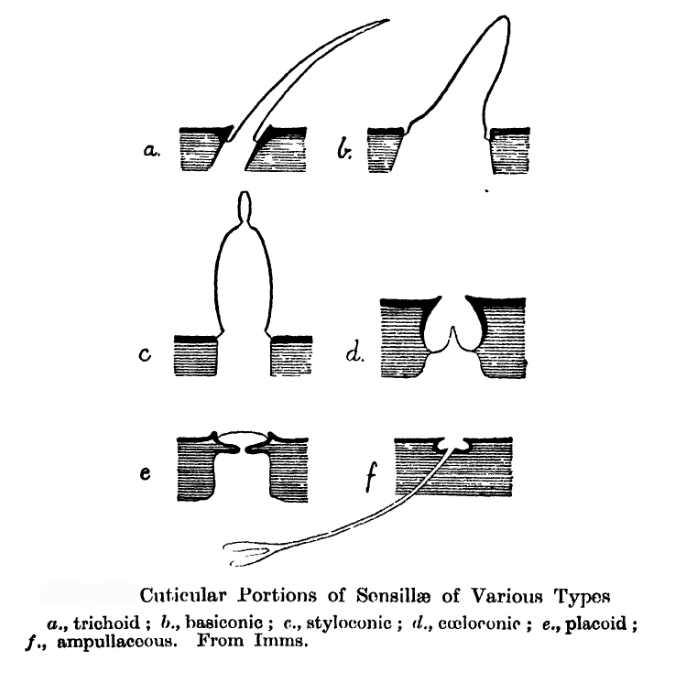
رسم يبيّن الأعضاء الحسيّة في الحشرات.

إن البعض من هذه الأصناف الأخيرة من الحشرات تمتلك المقدرة على إدراك الأعداد، ففي أنواع الزنابير الانفرادية التي تعتمد على نوع واحد من الطرائد في غذائها تقوم الأم بعد أن تضع بيضها في خلايا تحوي كل منها بيضة واحدة، بإحضار عدد من اليرقات الحيّة والتي تضعها بالقرب من كل بيضة على حدى كي تتغذى عليها الصغار عند الفقس. وبعض فصائل الزنابير تقوم دائمًا بتأمين نفس العدد من اليرقات لإطعام صغارها، فبعضها يأتي دوما بخمسة يرقات والبعض الآخر بإثنا عشر يرقة بينما يقوم البعض الآخر بتأمين ما يزيد على 24 يرقة لكل خليّة على حدى، ويختلف عدد اليرقات التي تؤمنها الأم باختلاف الفصيلة إلا أنه يكون هو دائمًا نفسه بالنسبة لجنس العذراء أي أن عدد اليرقات التي تحضرها الأم لصغارها الإناث يكون هو نفسه بالنسبة لجميع الصغار من هذا الجنس وكذلك بالنسبة للذكور. تكون ذكور الزنابير الانفرادية المنتمية لجنس «إيومنس» (باللاتينية: Eumenes) أصغر من الأنثى، لذا فإن الأم من أي من الفصائل المنتمية لهذا الجنس تؤمن 5 يرقات فقط لصغارها الذكور، بينما تؤمن 10 يرقات لصغارها الإناث الأكبر حجما؛ وبعبارة أخرى فإن الأم قادرة على أن تميّز العدد 5 و 10 لليرقات التي تعود بها لصغارها، وأيضا أي من الخلايا تحوي ذكرا وأي تحوي أنثى.
وبالنسبة للحشرات التي لا تعيش في مجتمعات فإن وسائل الاتصال لديها تظهر أهميتها في التزاوج والدفاع عن أنفسها كالصرصار والجندب، حيث يجذبون شريكهم بالأصوات ثم يحكون جزءا من أجسامهم مع جزء آخر لتوليد أصوات متكررة في فترة معينة يسمعها الذكور والإناث من خلال آذان خاصة لتحس بأغاني ونداءات الآخرين والدعوة للتزاوج. وبعض الحشرات تلتقط الأصوات بقرون الاستشعار، فالبعوض يلتقط أصوات رفرفة الإناث بقرون استشعاره ذات الأهداب. والحشرات عادة تفرز روائح الفورمونات للإعلان عن وجودها ورغبتها في التزاوج.

### توليد الضوء والرؤية

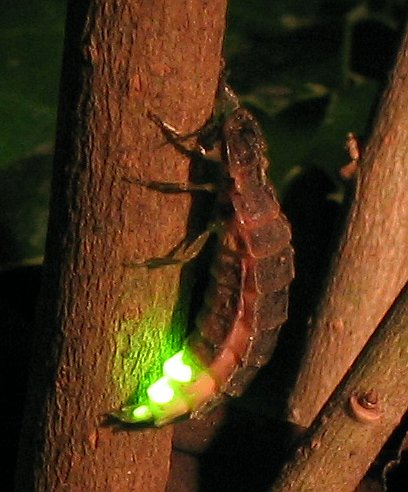
يراعة تولّد الضوء البارد.

إن البعض من فصائل الحشرات كتلك المنتمية لعائلة الذباب الصغير، اليراعات، بالإضافة لفصائل مختلفة من الخنافس تعتبر مولدة للضوء؛ وأبرز هذه الحشرات هي اليراعات بدون منازع. يستطيع البعض من هذه الحشرات أن يتحكم بتوليد الضوء مما يؤدي إلى إصدار ومضات ضوئية منها، يسمى بالضوء البارد ويختلف الهدف من إصدار هكذا أضواء باختلاف الفصائل، فالبعض يستخدمها لجذب شريك بينما البعض الآخر يستخدمها لاستقطاب طريدة كيرقات ذُبيبات الفطر القاطنة للكهوف، فهذه الأخيرة تولّد ضوءا وتستخدمه لجذب حشرات صغيرة إليها لتعلق الأخيرة بخيطان رفيعة من الحرير. تلجأ بعض أنواع اليراعات مثل تلك المنتمية لجنس «الأنثى القاتلة» (باللاتينية: Photuris) إلى تقليد الوميض الذي تصدره إناث فصائل أخرى من اليراعات لجذب شريك، وما أن ينجذب ذكر إليها حتى تفترسه. يختلف لون الضوء الذي تصدره الحشرات من الأزرق الجاف أو «البليد» إلى الأخضر المألوف عادة والأحمر النادر.
تستطيع معظم الحشرات، عدا بعض أنواع الجداجد القاطنة للكهوف، أن تميّز الضوء والظلام. والعديد من الفصائل تمتلك القدرة على أن تحدد أبسط التحركات، وتتألف عين الحشرة من عيون بسيطة أو عُوينات بالإضافة لعينين مركبتين بأحجام تختلف باختلاف الفصيلة، ويستطيع الكثير من الفصائل أن يحدد الضوء في الأشعة تحت الحمراء وفوق البنفسجية كما الموجات الضوئية المختلفة للضوء المرئي، كما ويُعرف أن العديد من الفصائل يمكنه تمييز الألوان.

### إصدار الصوت والسمع

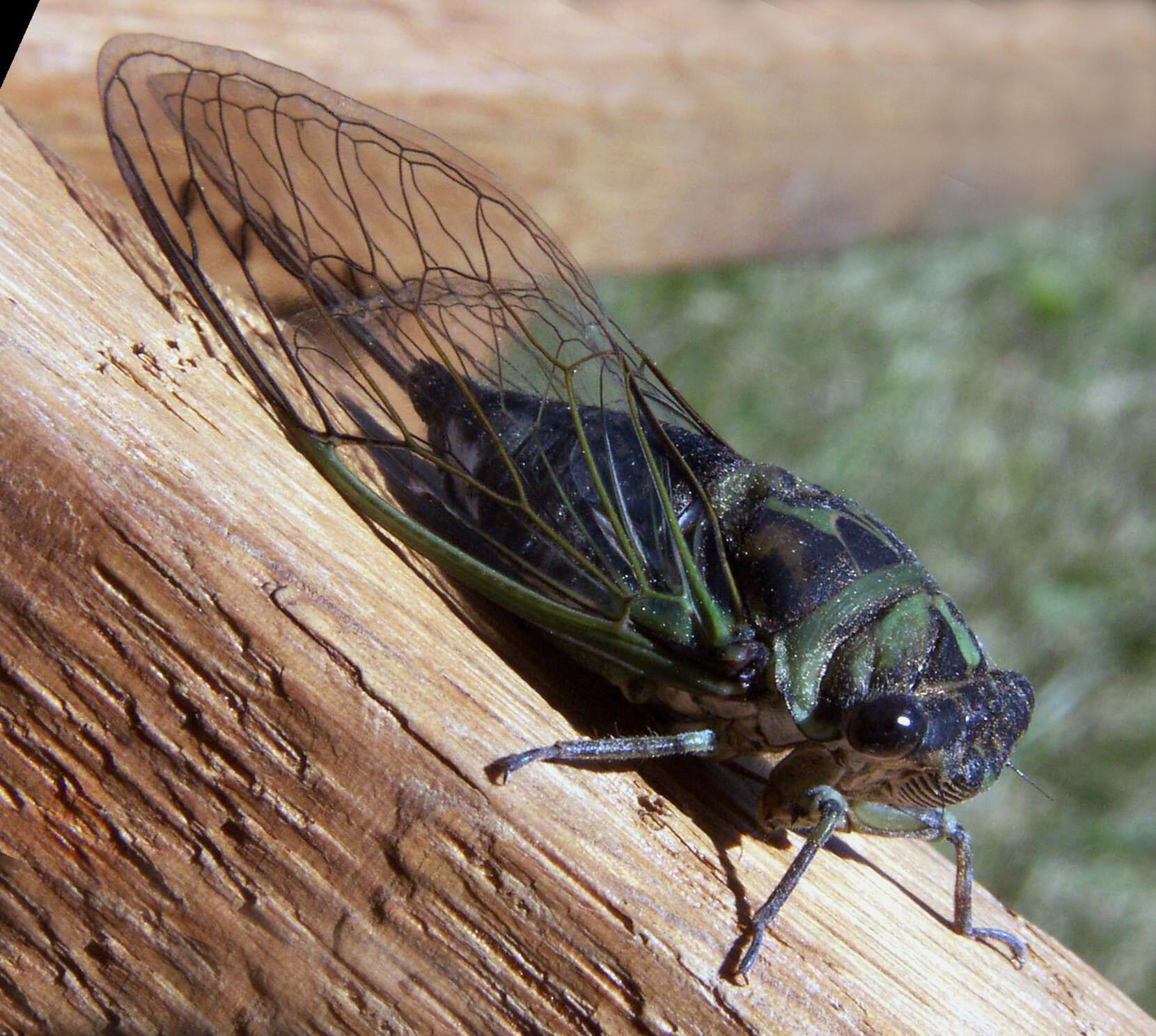
الزيز السنوي، إحدى أنواع الحشرات القادرة على إصدار أصوات هسهسة مرتفعة.

الحشرات هي أولى الكائنات الحيّة التي أصدرت الأصوات وشعرت بها كذلك الأمر، وتقوم الحشرات بإصدار الصوت عبر حركة أليّة معينة لأعضاء ثانوية أو إضافية في مؤخرتها، وفي الجنادب والجداجد فإن هذا يتحقق عبر حف القدمين ببعضهما البعض مما يولّد صريرا (تحميل). تعتبر الزيزان أعلى الحشرات صوتا وهي تمتلك تعديلات خاصة لجسدها وجهازها العضلي تمكنها من إصدار وتضخيم الأصوات، وفي بعض الفصائل كالزيز الإفريقي فإن مقياس صوتها بلغ قياسه 106.7 ديسيبل من على بعد 50 سنتيمترا (20 بوصة). تستطيع بعض الحشرات مثل العثة البازية وفراشات العث الأميركية أن تسمع الصوت فوق السمعي وبالتالي فهي تستطيع أن تتملص من الخفافيش عندما تشعر بدنوّها منها، وبعض أنواع العث تصدر أصوات فوق سمعية كان يُعتقد سابقا أن لها دور في تعطيل أو التشويش على نظام ارتداد الأصوات لدى الخفاش، ولكن أصبح يُعرف الآن أنها تُصدر من قبل العث غير السائغ الطعم كتحذير للخفافيش، تماما كما تُستخدم الألوان التحذيرية من قبل بعض أنواع الحيوانات لتحذير الضواري التي تصطاد في وضح النهار من خطورة الطريدة أو سميّتها. كضفادع السهام السامّة. كما وتصدر حشرات من تلك التي تعتمد أسلوب التقليد هذه الأصوات أيضا
تستخدم بضعة فصائل من الحشرات من قشريات الجناح (الفراش والعث)، الخنافس، وغشائيات الأجنحة أصواتا خافتة جدا تصدرها بواسطة حركات أليّة من قوائمها عبر أجزاء ميكروسكوبية موجودة في تلك المناطق.
تمتلك معظم الحشرات القادرة على إصدار الأصوات أعضاء سمعيّة تمكنها من التقاط الذبذبات وتجعلها قادرة على التقاط الأصوات المنقولة بالهواء، كما وإن معظم الحشرات قادرة على الشعور بالاهتزازات التي تنتقل عبر الطبقة الأرضية السفلى، ويعدّ هذا النوع من التواصل الأكثر شيوعا بين الحشرات وذلك لأنه كي ينتقل الصوت بالهواء لمسافة بعيدة ينبغي أن يكون الحيوان على درجة معينة من الضخامة. لا تستطيع الحشرات أن تصدر أصواتا منخفضة التردد بفعالية، كما أن الأصوات العالية التردد تختفي وتتشتت في البيئات الكثيفة (مثل النبات)، لذا فإن تلك الحشرات التي تقطن هكذا بيئة تميل لاستخدام الأصوات المنقولة بالاهتزازات عبر الأرض. تعتبر أليات إصدار الإشارات الاهتزازية متنوعة بدرجة كبيرة كما هي وسائل إصدار الصوت عند الحشرات.
تلجأ بعض فصائل الحشرات إلى الاهتزازات للتواصل مع أفراد من نفس الفصيلة كما عندما تقوم باجتذاب شريك كما تفعل بقة الدرع، كما وتُستخدم هذه الطريقة أيضا للتواصل مع فصائل أخرى مختلفة كليّا مثل بين النمل وبعض أنواع اليساريع.
تقوم بعض الحشرات بإصدار صوتها عبر أعضاء أخرى من جسدها، فصرصور مدغشقر المهسهس يمتلك القدرة على أن يضغط الهواء عبر الفتحة التنفسية ليصدر صوتا شبيها بالهسهسة، وكذلك تفعل الفصائل المختلفة من عثة رأس الموت البازية الفم التي تصدر صوتا شبيها بالصيئ عبر إخراخ الهواء من بلعومها.

### التواصل الكيميائي
بالإضافة إلى اسخدام الصوت كوسيلة للتواصل، فإن طائفة واسعة من الحشرات تستخدم الرسائل الكيميائية كوسيلة للتواصل مع بعضها البعض. تُشتق المواد الكيميائية التي تفرزها الحشرات من أيض النبات وهي تستخدم لاجتذاب شريك، إبعاد منافس، وتأمين معلومات عن الحشرة المعينة التي أفرزتها، وتُستخدم بعض من هذه الرسائل للتواصل مع أفراد من نفس الفصيلة والبعض الآخر مع أنواع أخرى من الحشرات. يُعرف على وجه اليقين أن استخدام الروائح تطوّر وظهر لدى الحشرات الاجتماعية في بادئ الأمر.

## علاقة الحشرات بالإنسان

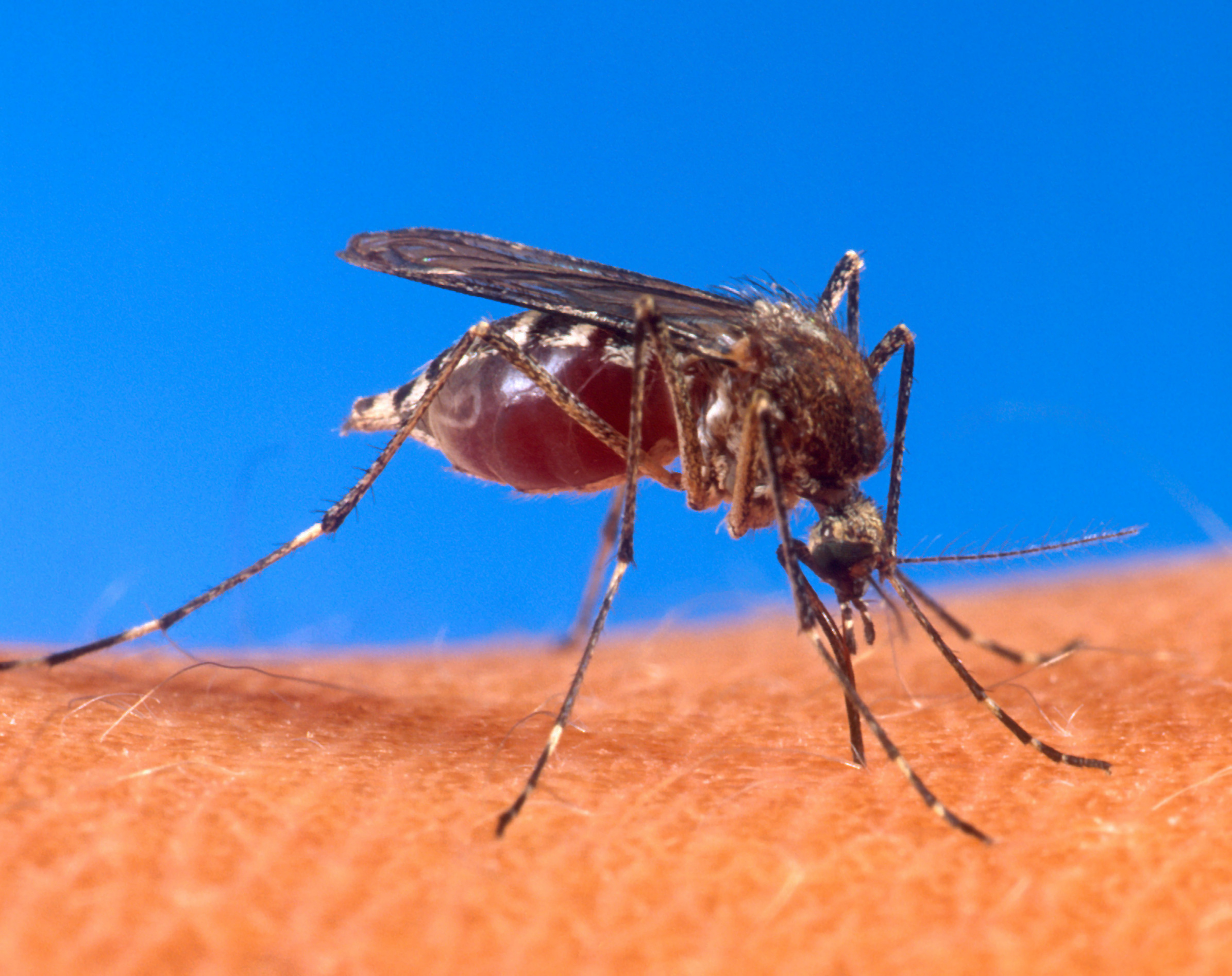
بعوضة الحمى الصفراء، حشرة طفيليّة ناقلة لحمى الدنك والحمى الصفراء.

يُعتبر الكثير من فصائل الحشرات طفيليّا مزعجا بالنسبة للبشر، والحشرات التي تعتبر هكذا غالبا ما تكون تلك الطفيليّة (كالبعوض، القمل، وبق الفراش)، ناقلة الأمراض (البعوض والذباب)، مدمّرة للمنشآت (النمل الأبيض)، أو مدمّرة للمحاصيل الزراعية (الجراد والسوس). ويختص العديد من علماء الحشرات بدراسة طرق مختلفة للسيطرة على أعداد الحشرات، حيث يلجأون غالبا لاستعمال المبيدات الحشريّة، إلا أنهم أصبحو مؤخرا يعتمدون أكثر فأكثر على أساليب السيطرة الطبيعيّة أو البيولوجيّة أي أنهم يقومون باستخدام وسائل تسيطر على أعداد الحشرات بشكل طبيعي كما يحصل في البرية كإطلاق سراح مفترسات طبيعية لتلك الفصائل.
وعلى الرغم من أن الحشرات الطفيليّة هي التي تستحوذ على انتباه الإنسان في أغلب الأحيان، إلا أن الكثير من الحشرات يُعد نافعا للبيئة والبشر على حد سواء. فالبعض منها يقوم بتلقيح النباتات المزهرة (من شاكلة الزنابير، النحل، الفراشات، والنمل)، ويعدّ التلقيح بمثابة علاقة تبادليّة بين الحشرة والنبتة، فالنبات المزهر يُلقّح ويصبح قادرا على الازدهار بينما تحصل الحشرات على كفايتها من النكتار وحبوب اللقاح اللازمة لغذائها. ومن المشاكل البيئيّة الجديّة اليوم تناقص أعداد الحشرات المُلقحة، حيث أصبح بعض الباحثين يقومون بتجميع بعض فصائل الحشرات الملقحة وإطلاق سراحها في الحقول، المشاتل، والبيوت البلاستيكية خلال فترة تزهير النباتات لضمان استمرار وجود جمهرات منها في هكذا مناطق.
تنتج الحشرات أيضا بعض المواد المفيدة مثل العسل، الشمع، ورنيش الّلك، والحرير. وقد قام البشر بتربية نحل العسل منذ آلاف السنين للحصول على عسلها، ومؤخرا أصبحت تربيتها بغرض تلقيح أزهار ونباتات الحقول هدفا آخر ذو أهمية كبرى بالنسبة لمربي النحل. ومن الحشرات الأخرى التي لعبت دورا في تاريخ البشرية دودة الحرير، التي كانت السبب وراء نشوء تجارة الحرير بين الغرب والشرق والتي أنشأت علاقات للصين مع باقي دول العالم؛ وكان البشر أيضا يستخدمون يرقات الذباب سابقا لمعالجة الجراح أو لمنع انتشار الغنغرينة، بما أن هذه اليرقات كانت تقتات فقط على اللحم الميّت، ولا يزال هذا النوع من العلاج يُتبع حتى اليوم في بعض المستشفيات، كما وتُستخدم بعض أنواع الزيزان ويرقات أصناف مختلفة من الحشرات كطعوم لصيد السمك.

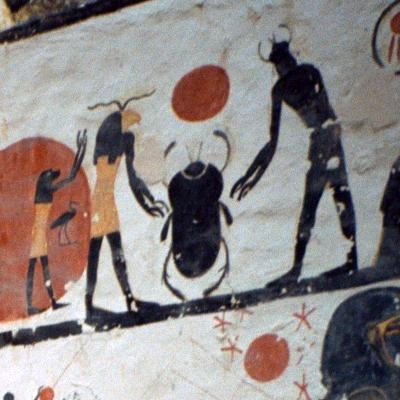
رسم لخنفسة الجعران أو خنفساء الروث على حائط إحدى المعابد المصرية القديمة، وقد كان قدماء المصريين يعتقدون أن هذه الحشرة يولدها طمي النيل.

يُنظر إلى الحشرات في بعض مناطق العالم على أنها مصدر للغذاء بينما يعدّ أكلها محرّما في بلدان أخرى، وهناك مقترحات حاليّة لتطوير استخدام الحشرات لهذا الغرض لتأمين مصدر أساسي للبروتين في غذاء الإنسان بما أنه من المستحيل إلغاء استهلاك الحشرات الطفيليّة من قبل الإنسان التي تعيش وتتواجد في الكثير من أصناف الطعام وخصوصا المحاصيل الزراعيّة. والكثير من الناس لا يدركون أن قوانين الرقابة على الأغذية في الكثير من البلدان لا تمنع استخدام بعض أعضاء الحشرات في تصنيع المأكولات وإنما تحدد الكميّة المسموح بها فقط. يقول عالم الدراسات الإنسانية المتخصص بدراسة الحضارات البشرية المختلفة، مارفن هاريس، أن أكل الحشرات يعدّ محرّما في الحضارات التي تمتلك مصادر بروتين من السهل الحصول عليها مثل الدواجن والمواشي.

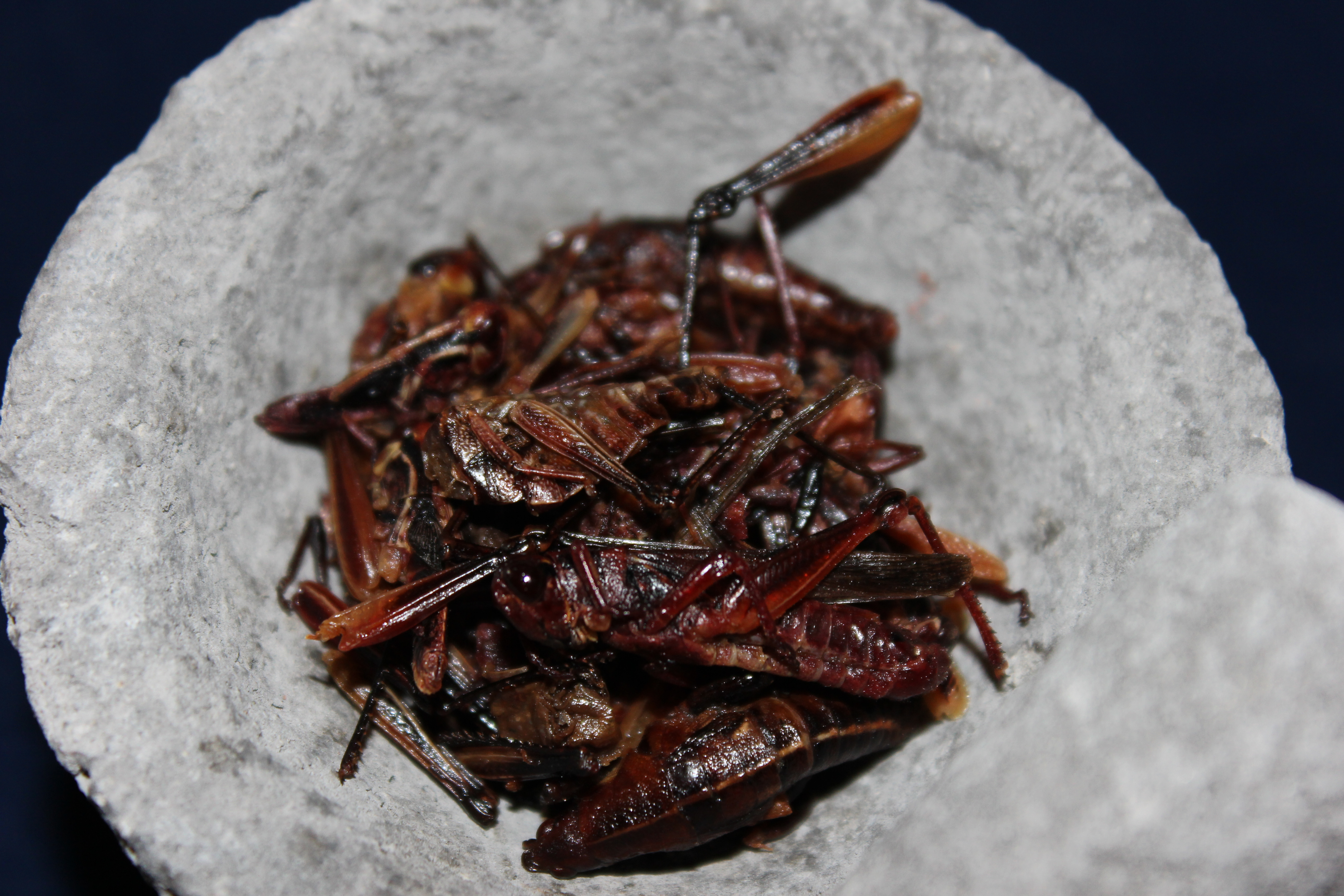
حشرات مكسيكية محمصة ومملحة من بينها الصرصور والجراد، يتم تقديمهما كفواتح شهية.

الكثير من الحشرات، خاصة الخنافس، تُعدّ قمّامة أي أنها تتغذى على الجيفة والأشجار اليابسة فتعيد تدوير المواد البيولوجية إلى أشكال تستفيد منها كائنات حيّة أخرى، وتعتبر الحشرات مسؤولة عن معظم العملية التي تُنتج عبرها الطبقة الفوقية من التربة. وكان المصريون القدماء يعبدون خنفسة الجعران أو خنفساء الروث ويمثلونها كتعويذات على شكل خنفسة، وكان المصريون يعتقدون بأن الجعران يولد من طمي النيل ويُمثّل تجدد الحياة بما أنه كان يخرج كل يوم مع بروز أشعة الشمس.
إن أكثر الحشرات فائدة للإنسان هي الحشرات المفترسة التي تقتات على فصائل أخرى من الحشرات، ويستطيع الكثير من الحشرات أن يتناسل بشكل سريع جدا لدرجة أنه بحال نجت جميع صغارها لكانت ستُغرق الأرض في موسم واحد، وبالمقابل فإن أي حشرة يقدر شخص ما على تسميتها أو تحديد فصيلتها سواء اعتبرت طفيليّة أم لا فإن هناك من فصيلة واحدة إلى المئات من الفصائل التي إما تكون طفيلية عليها أو مفترسة لها وتلعب دورا مهما في السيطرة عليها. یعتقد الكثیرون بأن الطيور هي المساهم الأول والأساسي في السيطرة على أعداد الحشرات، إلا أنه في الواقع فإن الحشرات الضارية هي التي تعلب الدور الأكثر فعالية في السيطرة على أعداد الحشرات الأخرى.
إن محاولة البشر للسيطرة على أعداد الحشرات الطفيليّة عبر استعمال المبيدات الحشرية يمكنها أن تكون سيفاٌ ذا حدين بما أن الكثير من الحشرات المفترسة المفيدة التي تقتات على تلك الطفيليّة تُقتل عن غير قصد مما يتسبب بالنهاية بحصول انفجار بأعداد الحشرات الطفيليّة.